# Bayerischer Rundfunk

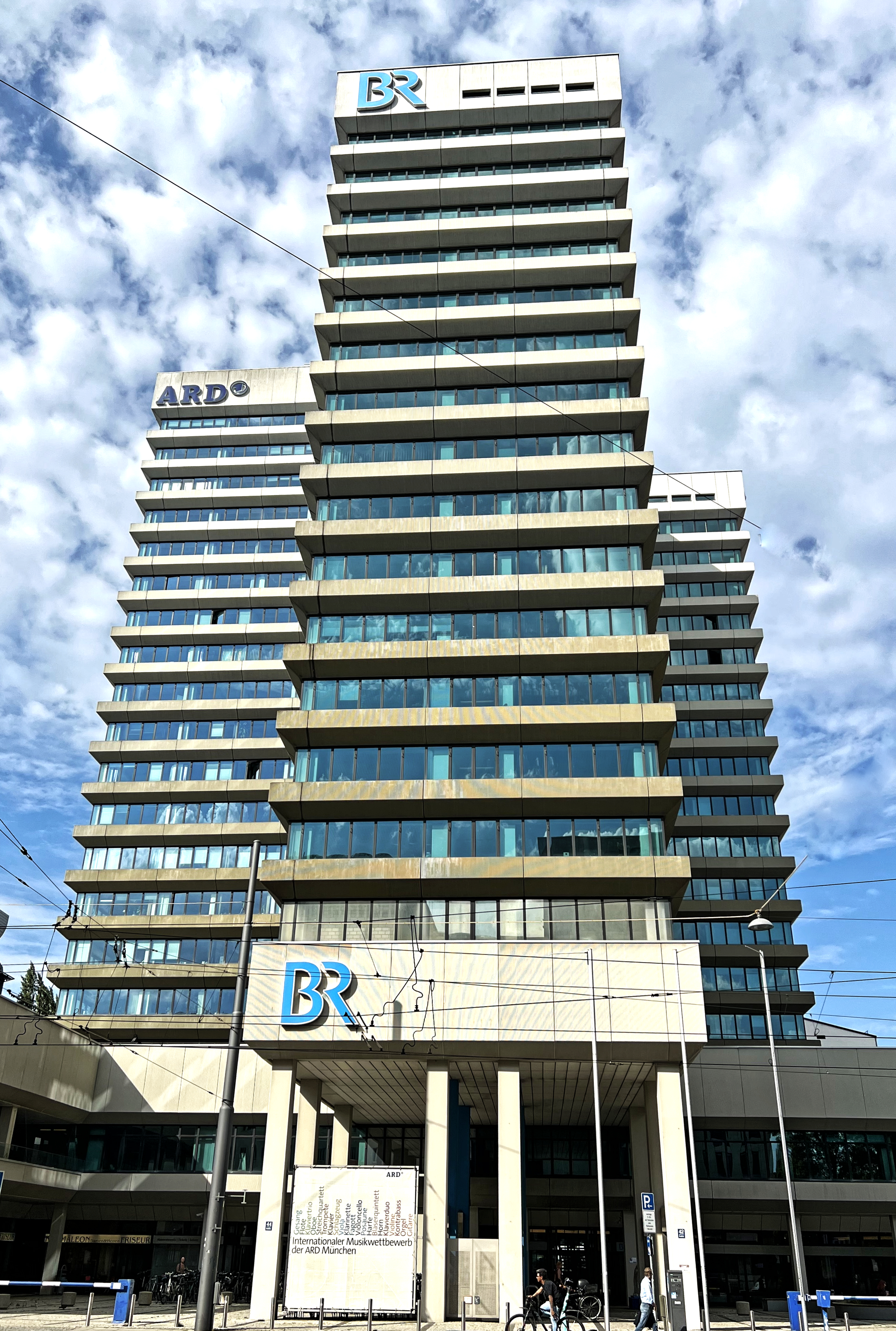
BR-Hauptfunkhaus in München (1976 geplant von Helmut von Werz, errichtet von der Neuen Heimat)

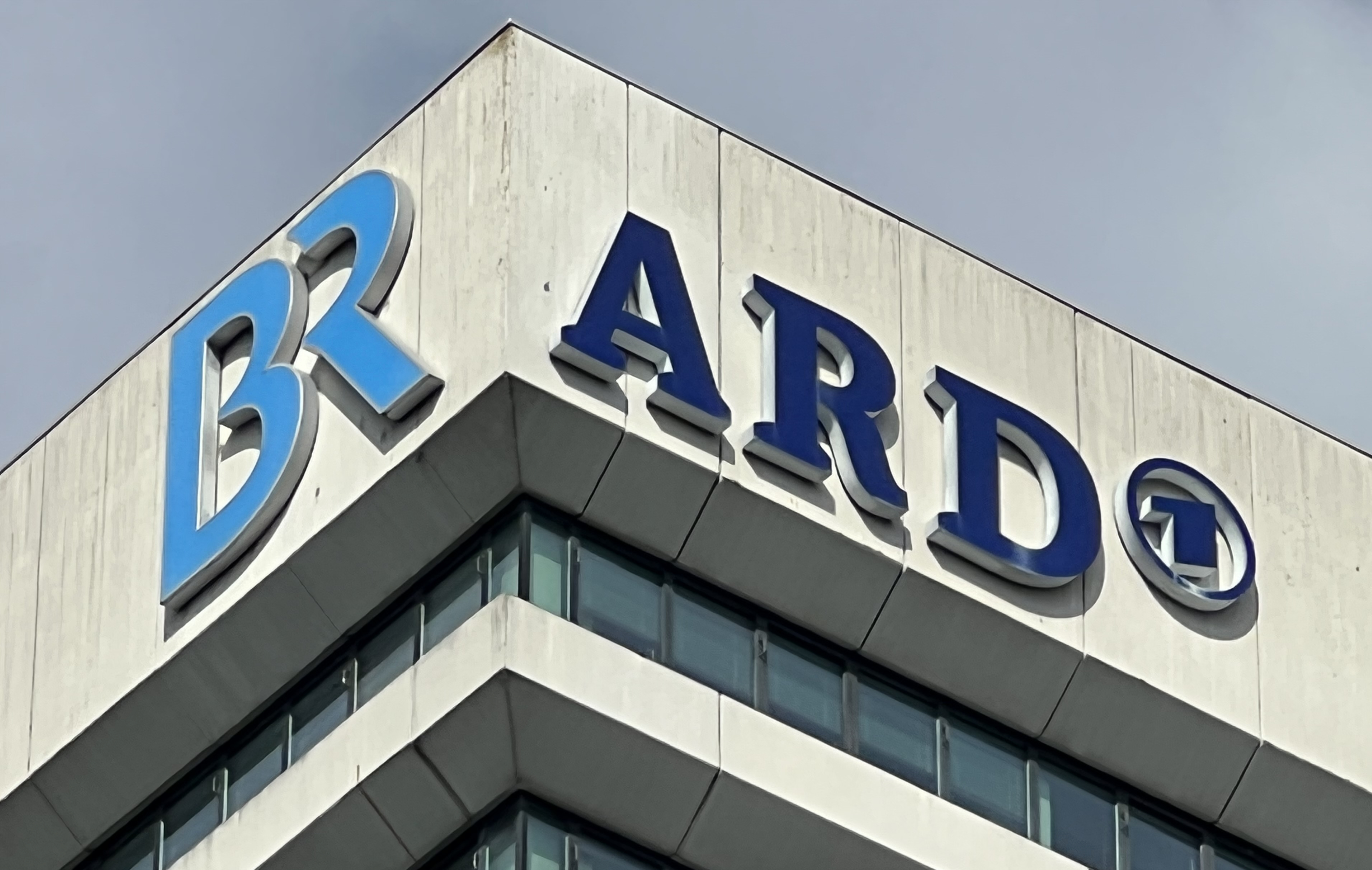
BR und ARD unter einem Dach

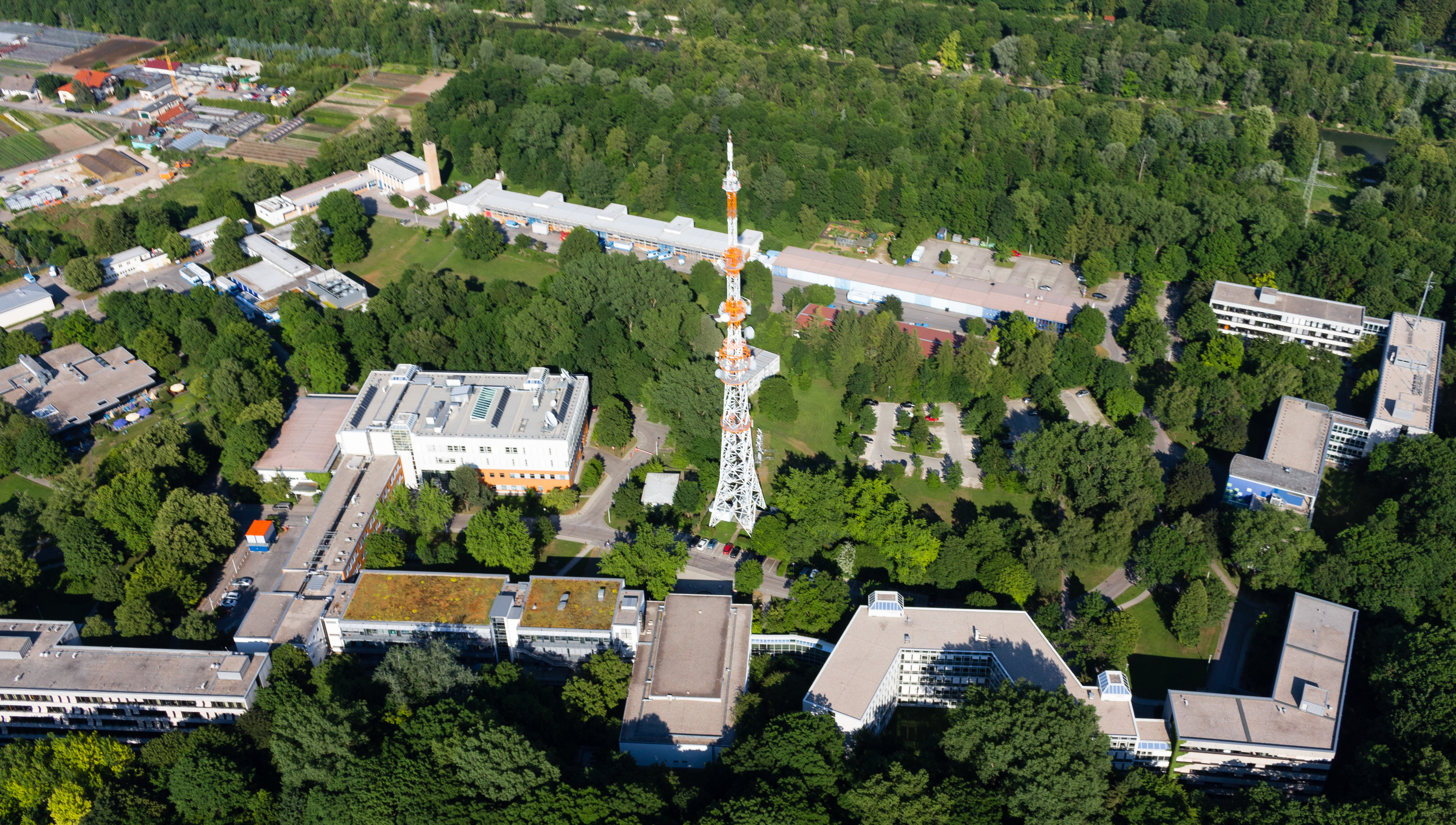
Bayerischer Rundfunk, Standort München-Freimann

Der Bayerische Rundfunk (BR) ist die Landesrundfunkanstalt im Freistaat Bayern mit Sitz in München. Er ist Mitglied der Arbeitsgemeinschaft der öffentlich-rechtlichen Rundfunkanstalten der Bundesrepublik Deutschland ARD und hat die Rechtsform einer Anstalt des öffentlichen Rechts. Der BR ist unter den ARD-Anstalten die viertgrößte nach WDR, SWR und NDR.

## Geschichte
In seiner heutigen Rechtsform besteht der Bayerische Rundfunk offiziell seit dem 25. Januar 1949. An diesem Tag übergab der Direktor der US-Militärregierung in Bayern, Murray D. van Wagoner, die Lizenzurkunde an den BR-Intendanten Rudolf von Scholtz. Vorgänger war die Deutsche Stunde in Bayern.

### 1922: Deutsche Stunde in Bayern
Am 18. September 1922 gründeten die Geschäftsleute Herman Klöpfer, Kommerzienrat Josef Böhm, Ernst Ludwig Voss und Robert Riemerschmid in München die Deutsche Stunde in Bayern Gesellschaft für drahtlose Belehrung und Unterhaltung mbH. Am 21. November 1923 erteilte die Münchner Funkabteilung des Reichspostministeriums der Deutschen Stunde in Bayern die erste Sendekonzession.
Vier Monate später, am 30. März 1924, startete der Hörfunk mit der Ausstrahlung seiner ersten Sendung und läutete damit das Rundfunkzeitalter in Bayern ein. Gesendet wurde aus dem Verkehrsministerium an der Arnulfstraße. Die Übertragung erfolgte drahtlos in das Auditorium Maximum der Ludwig-Maximilians-Universität München. Eröffnet wurde die Feier um 17 Uhr von Staatssekretär Georg Schätzel. 327 Rundfunkteilnehmer hörten die Feierstunde.
Am 2. August 1924 nahm der Sender Nürnberg mit einer Sende-Leistung von 250 Watt im Postgebäude am Bahnhof seinen Betrieb auf, am 1. September 1927 der Sender Augsburg.
Im Mai 1925 wurde in Berlin als Dachorganisation der regionalen Rundfunkgesellschaften im Deutschen Reich die Reichs-Rundfunk-Gesellschaft (RRG) gegründet, der zunächst die Gesellschaften NORAG (Hamburg), MIRAG (Leipzig), SÜWRAG (Frankfurt/M.) ORAG (Königsberg i. Pr.) und Schlesische Funkstunde (Breslau) beitraten. Die drei Gesellschaften in Berlin (Funk-Stunde), Münster (WERAG) und Stuttgart (SÜRAG) schlossen sich nach mitunter langwierigen Verhandlungen ebenfalls an, während aufgrund finanzieller Engpässe die nun als Bayerischer Rundfunk firmierende Anstalt erst 1931 Mitgesellschafter der RRG wurde.
Der Sendeablauf in München ähnelte dem der anderen deutschen Sender. Zu Beginn waren es hauptsächlich Zeitansagen, Nachrichten, Wetterberichte, Börsen- und Wirtschaftsnachrichten und über weite Strecken hinweg Musik, die das Programm bestimmten. „München“ sendete auf „Welle 485“. Die Einführung der Rundfunkgebühr erfolgte am 1. April 1924. Sie betrug monatlich zwei Reichsmark. Anfangs bestand das Wortprogramm neben den Nachrichten vor allem aus Rundfunkvorträgen. Hinzu kamen – mangels Aufnahmetechnik meist live – Hörspiele, Konzerte und Unterhaltungsabende. Zwei typische Sendungen, wie sie in Ankündungen vorkamen:
- Sonntag, 5. Dezember 1926, 3.30 bis 4.00 Uhr nachmittags: Technische Plauderstunde. Moderne Kraftmaschinen und ihre Leistungen.
- Donnerstag, 9. Dezember 1926, 6.30 bis 6.45 Uhr abends: Weißt du das? Zehn Minuten aus Welt und Wissen.[9]

Am 23. September 1926 übertrug die „Deutsche Stunde in Bayern“ ihr Programm erstmals über den Deutschlandsender Königs Wusterhausen und von dort nach Amsterdam. Zwischen 1925 und 1930 wurde eine Schachsendung eingeführt, Opernübertragungen und Sportsendungen fanden statt, katholische und evangelische Sendungen wurden ins Programm genommen und die ersten Schulfunksendungen ausgestrahlt. Das von Richard Riemerschmid entworfene Funkhaus wurde im Juni 1929 als erstes gesellschaftseigenes Funkhaus Deutschlands fertiggestellt und bezogen.

### 1931: Bayerischer Rundfunk GmbH
Am 1. Januar 1931 wurde die „Deutsche Stunde in Bayern“ gemäß Beschluss der Gesellschafterversammlung in „Bayerischer Rundfunk GmbH“ umbenannt. Am 11. Februar 1932 verkauften die privaten Gesellschafter ihre Anteile am Münchner Sender an die Reichspost und den bayerischen Staat. Von da an fand Zug um Zug sowohl organisatorisch als auch in der Programmgestaltung eine staatliche Zentralisierung des Rundfunks statt. Diese Rundfunkstruktur erleichterte es den Nationalsozialisten, den Sender ab 1933 gleichzuschalten und zum Propagandainstrument auszubauen.

### 1933: Reichssender München

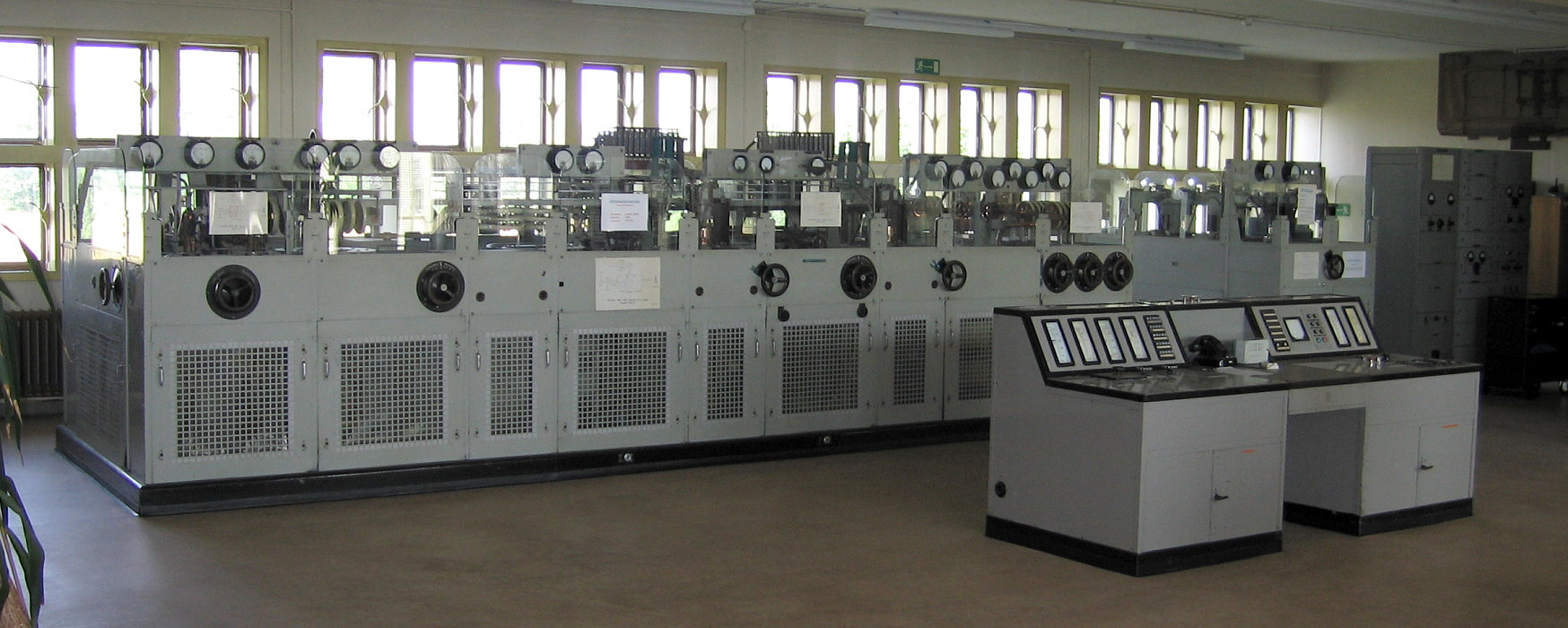
Historischer Sender Ismaning – KW-MW-LW – Lorenz 1938 100kW

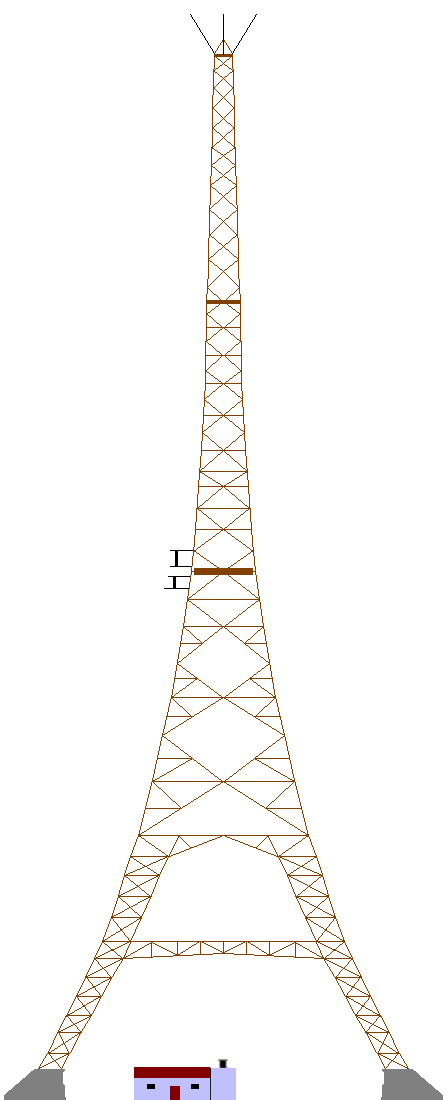
Historischer Sendeturm Ismaning aus amerikanischer Pechkiefer (1933–1983)

Nach der Machtübernahme Hitlers besetzten Nationalsozialisten im März 1933 das Funkhaus in München und hissten die Hakenkreuzfahne. Am 15. April 1933 holte Reichspropagandaminister Joseph Goebbels den ersten BR-Intendanten Kurt von Boeckmann zum Aufbau eines über Kurzwelle ins Ausland sendenden Propagandaprogramms nach Berlin. Von Boeckmann wurde der erste Intendant des Deutschen Kurzwellensenders mit weitreichenden Aufgaben, auch als Leiter der Auslandsabteilung in der Reichssendeleitung. Ihm folgte der Nationalsozialist Richard Kolb nach.
Um weit ins flache Land hinein ausstrahlen zu können, wurde 1932 ein 165 Meter hoher Sendeturm in Ismaning bei München erbaut. Für die Konstruktion verbaute man 300 Kubikmeter südamerikanisches Pechkiefernholz. 1983 wurde der Turm gesprengt.
Bereits im Sommer 1933 sendete München dreimal wöchentlich Hetzreden gegen die österreichische Regierung. Sie gipfelten am Abend des 5. Juli mit einer Ansprache des NSDAP-Landesinspektors in Wien, Theodor Habicht. Dieser nannte den österreichischen Bundeskanzler Engelbert Dollfuß einen Verräter, unterstellte ihm separatistische Tendenzen und rief die Österreicher dazu auf, in jeden Baum das Hakenkreuz zu schnitzen. Habicht gilt als Drahtzieher des Juliputsches 1934, in dessen Verlauf zwei Wochen später Dollfuß ermordet wurde.
Die regionalen Gesellschaften wurden nun zu Filialen der Reichs-Rundfunk-Gesellschaft. Ab dem 1. April 1934 waren die bisherigen Namen nach dem Schema Reichssender (Sitz) vereinheitlicht und der Bayerische Rundfunk wurde zum Reichssender München. Er war damit Teil des deutschen Einheitsrundfunks, der ab dem 1. Januar 1939 unter dem Namen Großdeutscher Rundfunk sendete.
Als Pausenzeichen des Reichssenders München fungierten die Gralsglocken aus dem Parsifal von Richard Wagner. „Der Rundfunk ist das modernste Massenbeeinflussungsmittel“, verkündete Goebbels am 23. April 1933 im Münchner Funkhaus als Reichsminister für Volksaufklärung und Propaganda und wies so auf den „neuen Kurs“ der nationalsozialistischen Rundfunkpolitik hin. Entscheidenden Anteil am Erfolg der NS-Propaganda zur Gleichschaltung der Bevölkerung hatte die Verbreitung preisgünstiger Empfangsgeräte, der sogenannten Volksempfänger. Am 18. August 1933 kam der Volksempfänger VE 301 auf den Markt. Goebbels stellte ihn auf der 10. Großen Deutschen Funkausstellung in Berlin vor. Der vorgeschriebene Preis der Version für den Betrieb am Stromnetz betrug 76 Reichsmark; eine batteriebetriebene Ausführung kostete 65 Reichsmark. Mit Kriegsbeginn 1939 wurde das Abhören von sogenannten Feindsendern unter Strafe gestellt. Ab Juni 1940 verlor der Reichssender München vollends seine eigene Programmhoheit. Er strahlte von nun an das Einheitsprogramm des Großdeutschen Rundfunks aus. Am 29. April 1945 wurde der Programmbetrieb des Reichssenders München eingestellt, der am 30. März 1924 mit der ersten Sendung der Deutschen Stunde in Bayern G. m. b. H. begonnen hatte. Das historische Archiv des Bayerischen Rundfunks hat in einer Übersicht mittels der Sender-Organigramme diese Entwicklungsgeschichte detailliert dokumentiert.

### 1945: Radio Munich – Radio München
Nach der deutschen Kapitulation übernahm die US-Militärregierung den Reichssender München, der fortan „Radio München, ein Sender der amerikanischen Militärregierung“ hieß. Sie ließ das zerstörte Funkhaus wiederaufbauen. Ab 31. Mai 1945 konnte bereits wieder von hier gesendet werden. Am 12. Mai 1945 strahlte er seine erste Sendung aus. Radio München, wie die Radiowelle dann hieß, fungierte anfänglich, solange Papier und damit Zeitungen knapp waren, als Hauptnachrichtenquelle für die Bevölkerung und strahlte neben Nachrichten auch Durchsagen der Militärregierung und Suchmeldungen nach Kriegsvermissten aus. Das Musikprogramm wurde von Radio Luxemburg übernommen. In der Sendereihe „Der Bürgermeister spricht“ informierte der Münchner Oberbürgermeister Karl Scharnagl über aktuelle Probleme der Stadt. Die von den Nationalsozialisten verbotene Musik, insbesondere Jazz, wurde übertragen. Die Amerikaner legten großen Wert auf eine umfangreiche Berichterstattung von den Nürnberger Prozessen. „Chief of section“ und Gründungsintendant wurde der Deutschlandexperte Field Horine. Nach seinem Weggang 1947 übernahm Edmund Schechter die Leitung von Radio München, die er im Dezember 1947 an seinen Nachfolger Rudolf von Scholtz übergab. Gesendet wurde über den Ismaninger Großsender. Die erste Sendung von Radio München erfolgte aus dem notdürftig reparierten Riemerschmidbau am Rundfunkplatz. Am 8. September 1947 begann Radio München mit dem Ausstrahlen regelmäßiger Sendungen des Schulfunks.
Alois Johannes Lippl war Vorsitzender des Bayerischen Rundfunkrates. Am 25. Januar 1948 nahm er von der amerikanischen Militärregierung die Lizenzurkunde für den Bayerischen Rundfunk entgegen. In dieser Position blieb er bis 1950.
Georg Stefan Troller war bei Radio München beschäftigt. Sein erstes Interview führte er mit Hans Albers.

### Ab 1949: „Bayerischer Rundfunk“ als Anstalt des öffentlichen Rechts
Am 25. Januar 1949 um 11 Uhr 57 wurde Radio München als erster Sender in der amerikanischen Besatzungszone in deutsche Hände übergeben und als Bayerischer Rundfunk eine Anstalt des öffentlichen Rechts für den Freistaat Bayern lizenziert. An der Übergabezeremonie nahmen über 200 Gäste im Großen Sendesaal des Münchner Funkhauses teil, darunter der amerikanische Gouverneur Murray D. van Wagoner, der Bayerische Ministerpräsident Hans Ehard, der Intendant Rudolf von Scholtz und der Rundfunkratsvorsitzende Alois Johannes Lippl. Grundlage hierfür war das am 1. Oktober 1948 in Kraft getretene Rundfunkgesetz mit seinen drei Organen Intendant, Rundfunkrat und Verwaltungsrat. Die Verhandlungen über das Gesetz zwischen den Amerikanern und der Bayerischen Landesregierung hatten zuvor über zwei Jahre gedauert, bis man sich auf einen Kompromiss einigen konnte. Im Gesetz berücksichtigt war die amerikanische „Erklärung über Rundfunkfreiheit in Deutschland“ von 1946, die sogenannten „10 Gebote“, in denen Meinungsfreiheit, objektive und ausgewogene Berichterstattung sowie die Möglichkeit zu demokratischer Kritik gefordert wurden. 1949 sendete der BR sein Programm erstmals über UKW. Es war der erste UKW-Sender Europas. Der Vorteil: Die Hör- und Empfangsqualität verbesserte sich gegenüber der Mittelwelle enorm. Seit 1950 bot der Bayerische Rundfunk über UKW ein zweites Hörfunkprogramm an. Zwischen 1949 und 1952 wurden das Symphonieorchester des BR und das Münchner Rundfunkorchester gegründet und die ersten Werbefunksendungen nach dem Krieg ausgestrahlt. Der BR wurde Gründungsmitglied der ARD, die am 5. August 1950 in München gegründet wurde. 1953 begann der BR mit dem Probebetrieb eines Fernsehprogramms, für das im Münchener Stadtteil Freimann ein Studio errichtet wurde. 1954 wurde mit Clemens Münster ein erster Fernsehdirektor berufen. Es wurden insbesondere Fernsehbeiträge für das ARD-Gemeinschaftsprogramm erzeugt. Der Sendestart des Bayerischen Fernsehens erfolgte am 22. September 1964 unter der Bezeichnung Studienprogramm.

### Intendanten des Bayerischen Rundfunks
- Field Horine (1945–1947)
- Edmund Schechter (1947)
- Rudolf von Scholtz (1947–1956)
- Franz Stadelmayer (1956–1960)
- Christian Wallenreiter (1960–1972)
- Reinhold Vöth (1972–1990)
- Albert Scharf (1990–2001)
- Thomas Gruber (2002–2011)
- Ulrich Wilhelm (2011–2021)
- Katja Wildermuth (seit 2021)

### Entwicklung des Logos

Logo ab 1922
Logo ab 1931
Logo ab 1934
Logo ab 1945 bis 1949
Logo ab 1953
Logo ab 1962 von Richard Roth
Logo ab 1968
Logo ab 1993
Logo ab 2003 erstmalig mit ARD-Dachmarke
Logo ab 8. Oktober 2007 mit ARD-Dachmarke
Logo ab 2024 (schrittweise*) mit ARD-Dachmarke

* Seit Anfang 2024 nimmt der BR ein Logo-Update vor, welches schrittweise umgesetzt wird. Die Änderung trat zunächst auf der Internetradio-Übersicht, in der BR Radio-App sowie in der ARD Mediathek auf. Bayern 2 erhielt im April 2024 als erster Sender auch auf dem eigenen Internetauftritt das neue Logo. Die Nachrichtenplattform BR24 folgte Ende August. Anfang November wurde das Logo der BR-Webseite angepasst. Im Laufe des neuen Jahres folgten dann Bayern 1 und Bayern 3. Wann die Umstellung abgeschlossen sein wird, ist noch nicht bekannt.

## Struktur und Organisation
Die BR-Geschäftsleitung, die Verwaltung, die Hörfunktechnik, der größte Teil der Hörfunkredaktionen und die Sendergremien haben ihren Sitz am Rundfunkplatz in der Münchner Innenstadt. Das BR Fernsehen ist im Norden von München, in Freimann ansässig. Ebenfalls in Freimann befindet sich die im Mai 2014 gegründete trimedial ausgerichtete Informationsdirektion.

### Gesetzliche Grundlagen
Gesetzliche Grundlage des Bayerischen Rundfunks ist das Bayerische Rundfunkgesetz, das gemäß der verfassungsrechtlichen Vorgaben, nach denen öffentlich-rechtliche Rundfunkanstalten der Allgemeinheit verpflichtet sind, dem BR die Unabhängigkeit vom Staat sowie von privaten Interessengruppen garantieren soll. Als öffentliche Rundfunkanstalt hat der BR das Recht der Selbstverwaltung, was bedeutet, dass die staatliche Aufsicht auf eine beschränkte Rechtsaufsicht begrenzt sein soll. Innerhalb des BR sind die Kompetenzen auf drei verschiedene Organe verteilt: den Intendanten, den Rundfunkrat und den Verwaltungsrat. Der Intendant leitet den BR selbstständig, trägt die Verantwortung für die Programmgestaltung und für den gesamten Betrieb der Anstalt und hat dafür zu sorgen, dass das Programm den gesetzlichen Vorschriften entspricht. Aufgabe des Rundfunkrats ist es, die Interessen der Allgemeinheit zu vertreten. Der Rundfunkrat hat laut Rundfunkgesetz im Zusammenwirken mit den beiden anderen Anstaltsorganen sicherzustellen, dass der BR seine Aufgaben im Rahmen der Gesetze erfüllt. Er berät den Intendanten bei allen Rundfunkfragen, insbesondere bei der Gestaltung des Programms. Dem Verwaltungsrat obliegt es, die Geschäftsführung des Intendanten zu überwachen. Ausgenommen hiervon sind Entscheidungen im Rahmen der Programmgestaltung.

### Finanzen, Rundfunkbeitrag
Als Öffentlich-rechtlicher Sender, dessen Finanzierung zum allergrößten Teil auf dem seit 2013 neu geregelten Rundfunkbeitrag basiert, erzielte der Bayerische Rundfunk 2021 mit 1.119 Milliarden Euro die vierthöchsten Beitragseinnahmen aller ARD-Anstalten. Mit 85 Prozent oder 947,3 Mio. € entfiel dabei der wesentliche Anteil auf den Rundfunkbeitrag. Von 2020 auf 2021 nahm die Zahl der der Beitragspflicht unterliegenden Wohnungen in Bayern von 6.113.931 auf 6.134.403 zu. Die beitragszahlenden Betriebsstätten erhöhten sich im selben Zeitraum um mehr als 12 000 auf 782.524, und es wurden in Bayern 864.027 nicht privat genutzte Kraftfahrzeuge erfasst, für die der Rundfunkbeitrag entrichtet werden muss.
Zu den Ausgaben heißt es im Geschäftsbericht des Bayerischen Rundfunks von 2021: „Die Aufwendungen 2021 liegen mit 1.216,4 Mio. € um 66,8 Mio. € über dem Vorjahr. Aufgrund der anhaltenden Niedrigzinsen waren 2021 zusätzlich Rückstellungen für Verpflichtungen aus der Altersversorgung in Höhe von 109,6 Mio. € notwendig. Ohne diesen Sondereffekt war das rein operative Ergebnis des BR positiv“. Wie die meisten anderen ARD-Anstalten weist auch der BR über mehrere Jahre hinweg einen negativen Saldo aus. In den Jahren 2010 und 2014 häufte der Sender Jahresfehlbeträge von mehr als 100 Millionen Euro an. Der Geschäftsbericht des Bayerischen Rundfunks für das Jahr 2021 bilanziert zum 31. Dezember 2021 einen Fehlbetrag von 144,4 Mio. Euro, in Form von negativem Eigenkapital, das nicht durch anstaltseigenes Kapital gedeckt ist. In der Gewinn- und Verlustrechnung weist der BR für 2021 trotz der am 1. August 2021 vollzogenen Beitragserhöhung von 17,50 € auf 18,36 € einen handelsrechtlichen Fehlbetrag in Höhe von 97,4 Mio. € aus.
Für das Jahr 2024 weist der BR in seiner Bilanz ein leicht positives Ergebnis von mehr als 12 Millionen Euro aus. Auf der Einnahmenseite verzeichnete der BR 1,205 Milliarden Euro, dem stehen Aufwendungen von 1,230 Milliarden Euro gegenüber. Das Defizit von 25 Millionen Euro wurde durch die Aktivierung von Rücklagen ausgeglichen. Unter dem Strich weist der BR in seiner Finanzrechnung unter Einbeziehung der sonstigen Positionen für 2024 ein positives Ergebnis von 12,1 Millionen Euro aus.

### Kritik am Umgang mit Beitragsgeldern
Im September 2022 bezog der Bayerische Oberste Rechnungshof/ORH in mehreren Punkten zum Geschäftsgebaren des Bayerischen Rundfunks und zur Verwendung der Finanzmittel aus dem Rundfunkbeitrag Stellung. Er forderte den BR zu einem verschärften Sparkurs auf, denn trotz eingeleiteter Sparmaßnahmen seien die Reserven des BR Ende 2024 weitgehend aufgebraucht. Die Rechnungsprüfer errechneten bei der Absicherung der betrieblichen Altersversorgung eine Unterdeckung von 465 Millionen Euro. Die weiterhin steigenden Pensionslasten würden den BR noch lange vor erhebliche Herausforderungen stellen. Des Weiteren monierte der Rechnungshof, dass über die Hälfte der Kosten des BR undurchsichtig seien, bei 56,3 Prozent der Kosten sei nicht erkennbar, wofür das Geld überhaupt ausgegeben worden sei, sie seien nicht konkret einem Produkt zugeordnet, sondern unter dem Begriff „Gemeinkosten“ verbucht. In seinem Prüfbericht rügt der ORH darüber hinaus unsaubere Vertragsvergaben bei Beratungsaufträgen in den Jahren 2015 bis 2020. In zahlreichen von den geprüften Fällen im Gesamtauftragswert von 3,4 Millionen Euro habe der BR nicht nur seine eigene Beschaffungsordnung missachtet, sondern, so der ORH, „damit auch entgegen der Empfehlung seiner Internen Revision“ gehandelt. Kritik übte der Rechnungshof auch am Bildungsprogramm ARD alpha, an dessen geringer Reichweite und an der finanziellen Belastung, die allein der BR zu tragen habe.
In seinen Aussagen zu Intransparenz und Verschwendung von Beitragsgeldern geht der Rechnungshofbericht auch auf die Gehälter und Bezüge der BR-Geschäftsleitung, konkret der Intendanz und dem Direktorium ein, die der BR mit knapp 1,3 Millionen Euro jährlich beziffert, im Schnitt 260 000 Euro pro Direktorin oder Direktor. In diesem Zusammenhang spielt auch die im August 2022 bekannt gewordene geheim gehaltene Abfindung von 700.000 € für den im Dezember 2021 ausgeschiedenen Programmdirektor Kultur des Bayerischen Rundfunks Reinhard Scolik eine Rolle. Die für die Überwachung der BR-Geschäftsführung verantwortliche Vorsitzende des Verwaltungsrats des Bayerischen Rundfunks Ilse Aigner erklärte dazu, dies sei „bislang gängige Praxis und auch zulässig“. Gerügt wurden auch gut bezahlte Nebentätigkeiten der Direktorinnen und Direktoren des Bayerischen Rundfunks, die sie in Zusammenhang mit der ARD und dem BR ausüben.

### Mitarbeiter
Ende 2015 beschäftigte der Bayerische Rundfunk 3402 festangestellte Mitarbeiter einschließlich befristeter Verträge – ausgenommen Auszubildende, Volontäre, Hospitanten usw. Außerdem beschäftigte der BR 1712 freie Mitarbeiter mit 12a-Status (sogenannte arbeitnehmerähnliche Mitarbeiter). Laut Geschäftsbericht waren 2015 insgesamt 3175 Stellen ausgewiesen, bestehend aus 3036 Planstellen und 139 Stellen außerhalb des Stellenplans für nicht dauerhafte Aufgaben, wie längerfristige Projekte. 20 % der festangestellten Mitarbeiter des Bayerischen Rundfunks arbeiteten laut Geschäftsbericht in der Administration, bestehend aus Intendanz, juristischer Direktion und Verwaltung. Der Anteil der Fernsehdirektion lt. Stellenplan des Bayerischen Rundfunks lag bei 8 Prozent, der Hörfunkdirektion bei 18 % und der Informationsdirektion bei 10 %. Die meisten Planstellen verzeichnet die Produktions- und Technikdirektion mit 1346 Planstellen, was einem Anteil von 44 % entspricht.

### Werbung, Produkt- und Themenplatzierung, Sponsoring
Im BR Fernsehen darf – wie in allen dritten Fernsehprogrammen sowie den Programmen Arte, 3sat, KiKA, Phoenix, ARD alpha, One und Tagesschau24 – keine Werbung im engeren Sinne stattfinden. Sendungs-Sponsoring gilt in diesem Zusammenhang nicht als Werbung und ist in eingeschränktem Umfang zulässig. Die Produktionsfirma Bavaria war in der Vergangenheit in mehrere Fälle von Schleichwerbung und Produktplatzierung verwickelt, die u. a. die vom BR redaktionell federführend betreute Vorabendserie „Marienhof“ betrifft. Dort sowie in der Bavaria-Serie „In aller Freundschaft“ (federführend: WDR) gab es zwischen Januar 2002 und Mai 2005 Schleichwerbung im Wert von 1,476 Millionen Euro. Sponsoring und Placement unterliegen gesetzlichen Regelungen: Im TV-Bereich untersagt der Rundfunkstaatsvertrag unter § 7 Absatz 7 Schleichwerbung, Produkt- und Themenplatzierung. Allerdings gibt es Ausnahmen für Produktplatzierungen. Auf europäischer Ebene untersagen zudem noch die „Richtlinie 2010/13/EU des Europäischen Parlaments und des Rates“ und das „Europäische Übereinkommen über das grenzüberschreitende Fernsehen“ Schleichwerbung und grenzen sie von Produktplatzierung ab. Im öffentlich-rechtlichen Rundfunk gilt weiterhin ein Verbot bezahlter Produktplatzierung, ausgenommen Fremdproduktionen. Sogenannte Produktionshilfen sind hingegen im öffentlich-rechtlichen wie privaten Fernsehen zulässig. Allerdings gab es in der Vergangenheit Kritik seitens des Bayerischen Obersten Rechnungshofs an der Handhabung dieser Produktionshilfen durch den Bayerischen Rundfunk. Der Rechnungshof bemängelte, dass der Auftragsproduzent der Serie Dahoam is Dahoam bei den in der Serie gezeigten Fahrzeugen Produktionshilfen in Anspruch genommen hatte und empfahl dem BR, den Sachverhalt zeitnah zu klären und Rückforderungsansprüche gegenüber dem Produzenten zu prüfen.

## Programmentwicklung

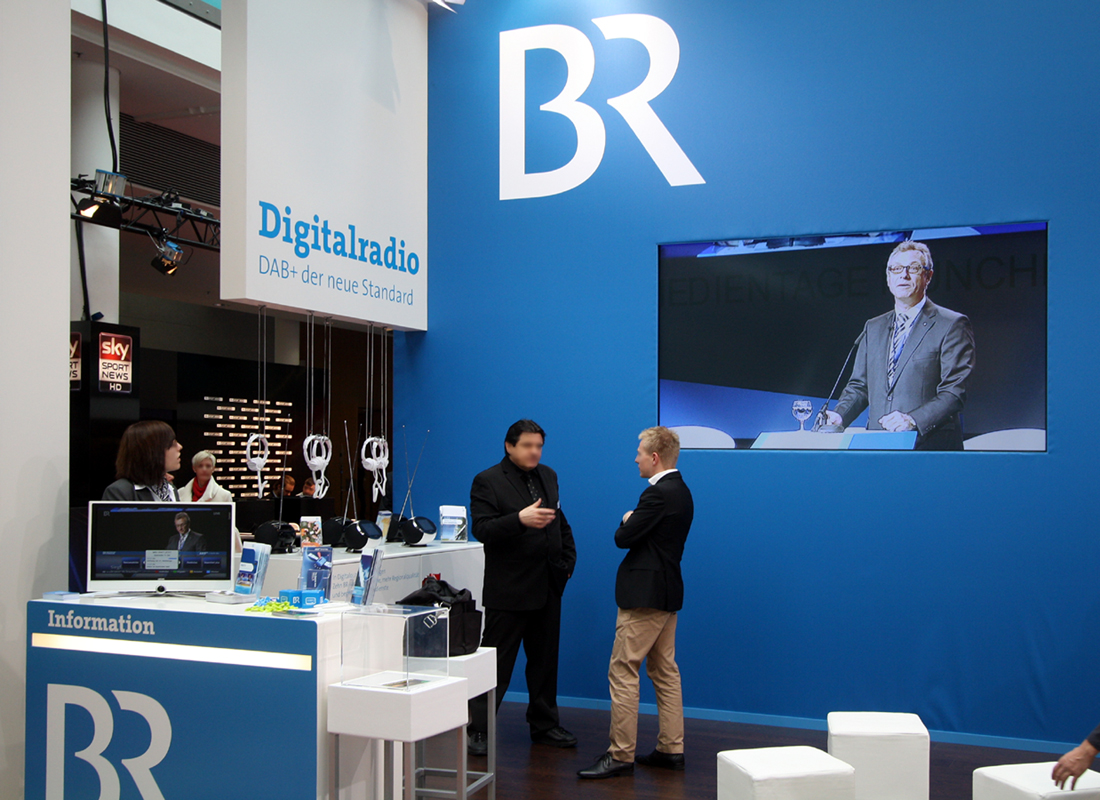
Der BR präsentiert sich auf den Münchner Medientagen (2011)

### Hörfunk
Bis 1950 sendete der BR nur ein einziges Hörfunkprogramm, das spätere Bayern 1. Im gleichen Jahr startete der Sender mit seinem zweiten Hörfunkprogramm BR 2 bzw. Bayern 2. 1954 konnte erstmals aus den neuen Studios in München-Freimann Fernsehen in Bayern gesendet und empfangen werden. Der Bayerische Rundfunk lieferte Beiträge zum ARD-Gemeinschaftsprogramm und startete im November 1954 mit der „Münchner Abendschau“ die erste Regionalsendung.
Im Jahre 1958 übernahm der Journalist Wilhelm Sandfuchs die Abteilung Kirchenfunk des BR. Er baute ihn bis zu seiner Pensionierung 1978 immer weiter aus. Unter seiner Leitung übernahm der BR für die gesamte ARD die Berichterstattung aus dem Vatikan und über die Päpste in Rom.
1960 sendete der BR erstmals Regionalprogramme im Hörfunk für Franken, Altbayern und Schwaben. Die Regionalprogramme wurden 1973 (für Ostbayern) und 1977 (für Mainfranken) erweitert. Am 1. November 1964 startete das 3. Hörfunkprogramm Bayern 3, zunächst als Gastarbeiterprogramm, das ab 1. April 1971 jedoch zur Service- und Popwelle ausgebaut wurde.
1980 startete das 4. Hörfunkprogramm Bayern 4 Klassik, das später zum Vollprogramm ausgebaut wurde. In allen vier Hörfunkprogrammen wurde 1989 das Radio Data System (RDS) eingeführt. Als letztes UKW-Hörfunkprogramm startete am 6. Mai 1991 das Nachrichtenprogramm BR24.
Seit 1. Juli 1998 werden die Hörfunkprogramme Bayern 1, BR-Klassik, Bayern 3 und BR24 sowie das neue Digitalprogramm Bayern mobil über DAB im Regelbetrieb ausgestrahlt. 2003 wurde die DAB-Abstrahlung von Bayern 2 und Bayern 3 zugunsten der neuen Angebote Das Modul, BR Traffic News, BR Info und BR Business vorerst eingestellt. 2005 wurden BR Info und BR Business wieder eingestellt. Dafür wurde Bayern 2 wieder aufgeschaltet. Das bislang unmoderierte Programm Bayern mobil wurde 2008 durch die Schlager- und Volksmusikwelle Bayern plus abgelöst, die sich später als reine Schlagerwelle ausrichtete und seit dem 21. Januar 2021 BR Schlager heißt.
Am 8. Oktober 2007 startete der Jugendsender Bavarian Open Radio mit einer Verbreitung über die vier Mittelwellensender des BR, über den DAB-Kanal „Das Modul“ sowie über Internet-Streaming. Am 5. Mai 2008 wurde er in on3radio umbenannt (Schreibweise ab März 2009: on3-radio). Seit 15. Mai 2013 hat Puls die bereits bekannten Übertragungswege von on3-radio übernommen.
Am 1. September 2008 startete Bayern plus, ein Digitalradioprogramm das vorwiegend deutsche Musik und bis zum 2. Februar 2015 auch Volksmusik sendete. Die Volksmusik wurde am 2. Februar 2015 auf den neuen DAB+ Sender BR Heimat ausgelagert.
Ab 2027 werden die Sender Puls, BR Schlager, BR24live und BR Verkehr als Folge des Reformstaatsvertrages eingestellt.

#### Hörfunkprogramme
| Sendername  | Senderlogo alt* | Senderlogo neu* | Programmtyp                                             | Verbreitungswege                  | Sendestart                      |
| ----------- | --------------- | --------------- | ------------------------------------------------------- | --------------------------------- | ------------------------------- |
| Bayern 1    |                 |                 | Service und Popmusik (vorwiegend 1970er bis 1990er)     | UKW, DAB+, DVB-S, DVB-C, Internet | 31.01.1948                      |
| Bayern 2    |                 |                 | Kultur- und Informationsprogramm                        | UKW, DAB+, DVB-S, DVB-C, Internet | 18.08.1950                      |
| Bayern 3    |                 |                 | Service und Popmusik (vorwiegend von 2000 bis heute)    | UKW, DAB+, DVB-S, DVB-C, Internet | 01.04.1971                      |
| BR24        |                 |                 | Nachrichtensender                                       | UKW, DAB+, DVB-S, DVB-C, Internet | 06.05.1991 als B5 aktuell       |
| BR24live    |                 |                 | Ereigniskanal (liegen keine Ereignisse vor, läuft BR24) | DAB+, DVB-S, Internet             | 08.10.2007 als B5 plus          |
| BR-Klassik  |                 |                 | Klassikprogramm                                         | UKW, DAB+, DVB-S, DVB-C, Internet | 04.10.1980 als Bayern 4 Klassik |
| BR Puls     |                 |                 | Junges Programm mit neuer Musik                         | DAB+, DVB-S, DVB-C, Internet      | 15.05.2013                      |
| BR Schlager |                 |                 | Schlagermusik                                           | DAB+, DVB-S, DVB-C, Internet      | 01.09.2008 als Bayern plus      |
| BR Heimat   |                 |                 | Volksmusik                                              | DAB+, DVB-S, DVB-C, Internet      | 02.02.2015                      |
| BR Verkehr  |                 |                 | Verkehrsmeldungen                                       | DAB+                              | ??.12.2002 als BR Traffic News  |

* Seit Anfang 2024 nimmt der BR ein Logo-Update vor, welches schrittweise umgesetzt wird. Während der Umstellung sind teilweise sowohl das Neue, als auch das bisherige Logo zu finden.

#### Zuhörerakzeptanz BR-Hörfunk
Die Zuhörerakzeptanz der Radioprogramme wird in Deutschland bundesweit regelmäßig von der Arbeitsgemeinschaft Media-Analyse e. V. (agma) in der Media-Analyse Radio (ma Radio) erhoben.
Mit seinen insgesamt fünf UKW-Hörfunkprogrammen erreicht der Bayerische Rundfunk nach der Media-Analyse 2017 mehr als sechs Millionen Hörer bundesweit, davon 5,33 Millionen Hörer in Bayern. Insgesamt wird in Bayern im Vergleich zum gesamten Bundesgebiet in zweierlei Hinsicht überdurchschnittlich viel Radio gehört: 1.) Der Anteil der täglichen Radiohörer in Bayern liegt mit 81,1 Prozent über dem Bundesdurchschnitt von 78,1 Prozent. 2.) Die tägliche Hördauer beträgt in Bayern 199 Minuten, bundesweit beträgt sie 189 Minuten. Einbezogen in diese Gesamterhebung sind alle privaten und öffentlich-rechtlichen Hörfunkprogramme.
Die fünf BR-Hörfunkprogramme weisen folgende Akzeptanzdaten auf: Mit 2,90 Millionen Hörern bundesweit und einer Reichweite von 23,8 Prozent in Bayern ist Bayern 1 das meistgehörte Programm des Bayerischen Rundfunks. Zudem weisen die Bayern 1-Hörer mit 213 Minuten die längste Verweildauer unter allen bayerischen Radioprogrammen auf. Es folgt BAYERN 3, das bundesweit täglich von 2,88 Millionen Menschen gehört wird und eine Reichweite von 22,8 Prozent in Bayern aufweist. Etwas mehr als zehn Prozent der Bayern hören täglich mindestens eines der BR-Kultur- und Informationsprogramme. So schalten Bayern 2 täglich bundesweit 610.000 Hörer ein. Die Reichweite in Bayern liegt bei 4,8 Prozent. BR-KLASSIK verfolgen täglich 280.000 Hörer in Deutschland bei 2,0 Prozent Reichweite in Bayern. Mit BR24 informieren sich 6,2 Prozent der Menschen im Freistaat. Bundesweit schalten täglich 800.000 Hörer BR24 ein.
Am 3. Mai 2021 gab der Bayerische Rundfunk bekannt, dass B5 aktuell zum 1. Juli 2021 in BR24 umbenannt wird. Auch bestehenden Formaten im Fernsehen, wie der Rundschau wird zukünftig ein BR24 im Namen vorangestellt. Damit schafft der BR eine einheitliche Dachmarke für Nachrichten.

### Fernsehen

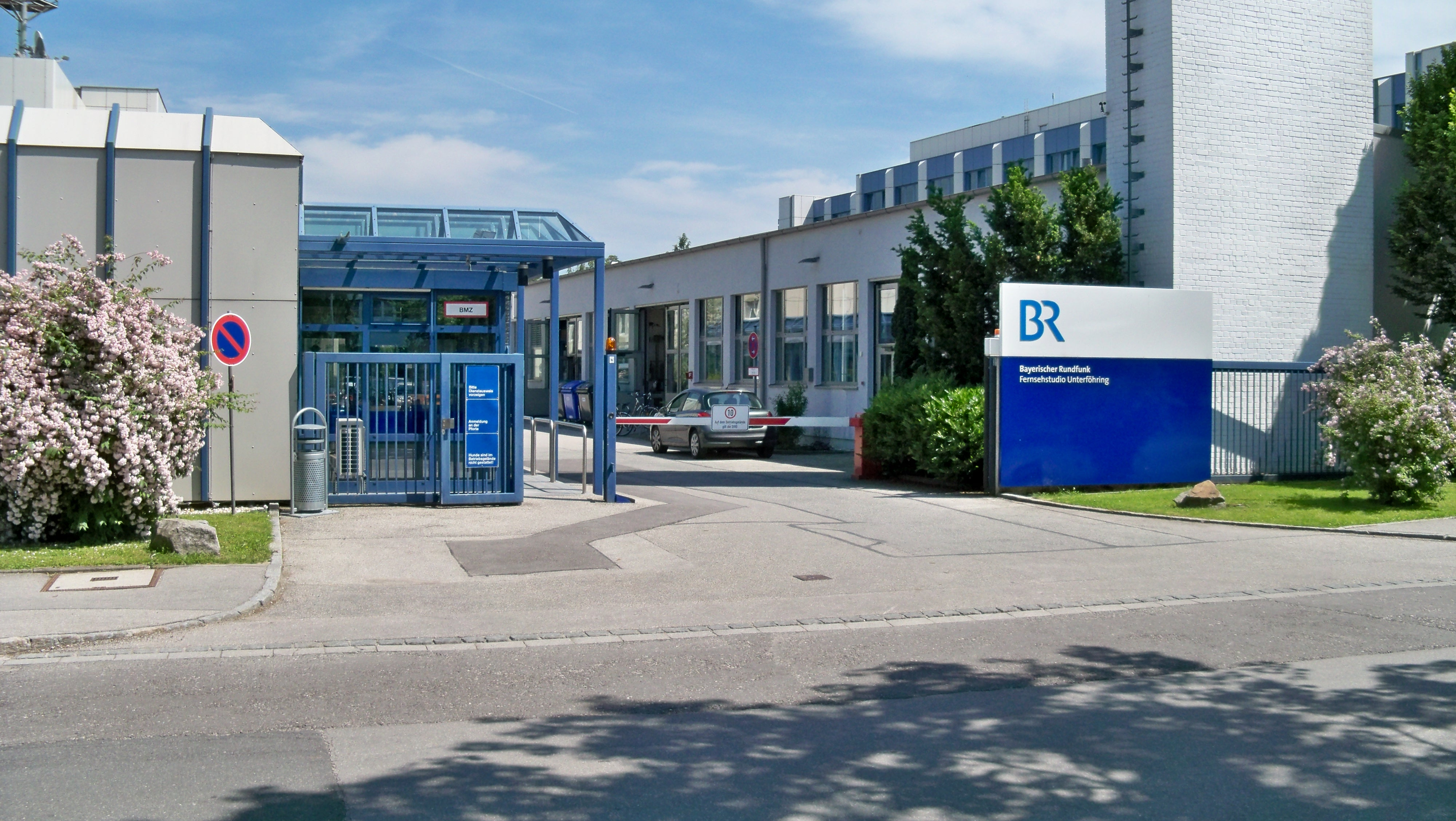
Eingang des Fernsehstudios Unterföhring

Am 22. September 1964 startete der BR als erste Anstalt der ARD mit der Ausstrahlung eines eigenen Dritten Fernsehprogramms, zunächst als Studienprogramm vornehmlich mit der Ausstrahlung von Programmen der Telekolleg-Reihe befasst, später als Bayerisches Fernsehen, das seit 1978 ein Vollprogramm ist und mittlerweile auch über Satellit in nahezu ganz Europa zu empfangen ist.
Die am 1. Oktober 1979 eingeführte Rundschau wurde schrittweise zum Hauptnachrichtenformat des Senders ausgebaut und in den Jahren 1991 und 1996 um die Formate Rundschau-Magazin und Rundschau-Nacht erweitert. Damit war der Bayerische Rundfunk neben dem MDR der einzige Sender der ARD, der die 20-Uhr-Tagesschau nicht in seinem Dritten Fernsehprogramm übernahm. Allerdings strahlt der BR in seinem Spartenkanal ARD-alpha seit 29. Juni 2014 die Tagesschau zeitgleich zur ARD aus. Seit der Umbenennung in BR Fernsehen am 11. April 2016 zeigt der BR auch in seinem Hauptprogramm die Tagesschau. Seit 1. März 2022 heißt die Nachrichtensendung nicht mehr Rundschau, sondern lediglich BR24, um eine gemeinsame Dachmarke für Nachrichten im BR zu schaffen.
Am 1. September 1986 startete der regionale Videotext-Dienst des BR unter der Bezeichnung „Bayerntext“. Am 7. Januar 1998 begann der BR über Satelliten seinen Fernsehbildungskanal BR-alpha auszustrahlen, der am 29. Juni 2014 in ARD-alpha umbenannt wurde.
Anfang Mai 2012 wurde mit dem Ende der analogen Satellitenverbreitung in Deutschland zusätzlich BR HD als Simulcast-HD Variante eingeführt.
Am 4. Februar 2025 wurde das eigene Teletextangebot stark eingeschränkt und durch den „ARD Text im Bayerischen Rundfunk“ ersetzt.
Zuschauerakzeptanz Fernsehen
Mit einem durchschnittlichen deutschlandweiten Marktanteil von 1,7 % lag das BR-Fernsehen 2015 im Vergleich mit den anderen Dritten Fernsehprogrammen an fünfter Stelle. Vergleicht man die Einschaltquoten des Jahres 2015 in den jeweiligen Sendegebieten der Dritten ARD-Programme, lag das BR Fernsehen mit einem Marktanteil von 7,5 % (2014: 7,1 %) an dritter Stelle nach dem NDR- und MDR-Fernsehen. 2015 waren die Zuschauer des BR Fernsehens im Mittel 66 Jahre alt.

### Online-Angebot
Der Bayerische Rundfunk präsentiert seit dem 16. Oktober 1995 ein Internetangebot, zunächst unter der Domain br-online.de. Es diente in erster Linie der Verbreitung von Zusatzinformationen zu den Hörfunk- und Fernsehsendungen. Im November 1995 begann der BR damit, den Nachrichtensender B5 aktuell (heute BR24) zu streamen. Ab 1996 wurden sogenannte Mehrwertdienste über die Website angeboten. Im Rahmen des Projekts CollegeR@dio konnten die Inhalte des Schulfunks im Internet abgerufen werden. 1997 wurde die Onlinepräsenz des Senders grundlegend überarbeitet. Mittels Navigationselementen und zusätzlichen Informationsangeboten erhielten Zuhörer und Zuschauer nun zusätzliche Informationen zu den Programmen und Sendungen. Seitdem war auch der Bildungskanal BR-alpha (heute ARD alpha) im Onlineangebot des Bayerischen Rundfunks abrufbar.
Im Oktober 1998 erhielt die BR-Website eine komplett neue Gliederung in die acht Rubriken Wissenschaft & Bildung, Politik & Aktuelles, Wirtschaft & Geld, Bayern & Regionen, Kultur & Gesellschaft, Freizeit & Sport, Spaß & Spannung und Ratgeber & Service.
Im Jahr 2000 wurde die Hauptabteilung Multimedia für das Onlineangebot verantwortlich. Im Oktober 2002 fanden wiederum Änderungen der Themenrubriken statt, und zwar in die Themenbereiche Bayern heute, Land & Leute, Sport & Freizeit, Kultur & Szene, Umwelt & Gesundheit sowie Wissen & Bildung. Seit 2002 können die Zuschauer des Bayerischen Fernsehens die Teletextseiten (den „Bayerntext“) auch online abrufen. Ebenso ist seither das Podcast-Angebot des BR in das Onlineangebot integriert.
Im März 2008 wurden die Inhalte besser gegliedert und die Multimedia-Angebote ausgebaut (MP3-Livestreams mit bis zu 128 kB/s). Nun bekamen alle Radio- und TV-Sender, der Bayerntext und die BR-Mediathek eine Unterseite.
Am 27. Oktober 2011 wurde das Internetangebot erneut überarbeitet. Auffälligste Änderung war die Verkürzung der URL von br-online.de zu br.de. Auch das Design änderte sich erneut, so entfiel u. a. die Navigationsleiste komplett. Die Bildschirmauflösung ist seither an die Breitbildmonitore angepasst. Ebenfalls erneuert wurde die Kommentarfunktion, die zunächst nur an ausgewählten Stellen auf der Website nutzbar war. Seine multimedialen Inhalte präsentiert der BR in fünf Themenbereichen: BR-Sport, Ratgeber, Bayern, Wissen im BR und Kultur im BR.
 Am 21. September 2015 startete der Bayerische Rundfunk sein neues Nachrichtenangebot BR24 zusammen mit einer kostenlosen News-App für Mobil-Geräte. Unter dieser Marke werden seitdem die Nachrichten-Angebote der BR-Hörfunkredaktionen, der TV-Nachrichtensendung (damals noch „Rundschau“) und der Online-Redaktionen gebündelt. Nach Ansicht mehrerer bayerischer Zeitungsverleger, unter anderem des Süddeutschen Verlags, verstößt die App BR24 gegen den Rundfunkstaatsvertrag. Die Verleger kritisierten, dass die App durch Texte und Fotos geprägt war, die ihrer Auffassung nach keinen Sendungsbezug haben. Sie argumentierten, dass gebührenfinanzierte Gratisangebote der öffentlich-rechtlichen Sender nach den Regelungen des Rundfunkstaatsvertrags wegen möglicher Wettbewerbsverzerrung gegenüber digitalen Nachrichtenangeboten privater Presse-Medien nicht zulässig seien. Von den Verlagen wurde deshalb beim Landgericht München I Klage gegen den Bayerischen Rundfunk eingereicht. Die Klage gegen die App-Version vom September 2015 war erfolgreich, weil sie zu presseähnlich war und somit einen Verstoß gegen den Rundfunkstaatsvertrag darstellte. Der BR musste eine Unterlassungserklärung abgeben und die Kosten des Verfahrens tragen. Die BR24 Android-App verzeichnete, laut Google Play Store, im Oktober 2019 mehr als 100.000 Downloads.
Der BR ist in seinem Internetangebot an europäische Rechtsgrundlagen gebunden. Ursprünglich war hierfür der Mediendienste-Staatsvertrag, der 2007 außer Kraft trat, maßgebend. Nachfolgeregelungen auf Landesebene finden sich im Rundfunkstaatsvertrag. Soweit der MDStV Doppelregelungen zum TDG enthielt, finden sich die Nachfolgeregelungen jetzt ausschließlich auf Bundesebene im Telemediengesetz.

### Trimediale Transformation: Verzahnung von Hörfunk-, Fernseh- und Online-Angebot
2012 beschloss der Bayerische Rundfunk, sich angesichts der veränderten Mediennutzung und angestauter Sanierungslasten binnen zehn Jahren „trimedial“ zu strukturieren, d. h. Radio-, Fernseh- und Onlineeinheiten besser zu vernetzen. Nach eigenen Angaben versteht sich der BR seither nicht mehr als reiner Hörfunk- und Fernsehsender, sondern als Anbieter von Audio- und Videoinhalten, die auf allen Wegen verbreitet werden.
Die Reform, die unter Beteiligung vieler Mitarbeiter konzipiert wurde und als größte seit Bestehen des Bayerischen Rundfunks beschrieben wird, betraf neben Strukturen und Arbeitsweisen auch Gebäude und Standorte. Seit dieser Strukturreform ist der BR nicht mehr nach den Verbreitungswegen (Hörfunk, Fernsehen, Online) aufgestellt, sondern nach Inhalten (z. B. Kultur, Sport, Wissen/Bildung, Unterhaltung). Hierfür wurden die bestehenden redaktionellen Einheiten zu sogenannten trimedialen Ressorts zusammengefasst, die für alle Ausspielwege arbeiten. Auch räumlich hat der BR mit der Reform eine Neugliederung beschlossen. Fast alle Münchner BR-Redaktionen werden ab 2021 vom bisherigen Fernsehstandort im Stadtteil Freimann aus einem gemeinsamen, trimedialen Aktualitätenzentrum und Wellenhaus arbeiten. Der BR versprach sich dadurch Synergien, bessere Zusammenarbeit von Redaktion und Technik sowie mehr Tiefe in der Berichterstattung. Der Standort am Münchner Rundfunkplatz wird Medienberichten zufolge als Hauptsitz der Verwaltung erhalten, der Standort Unterföhring im Norden Münchens soll hingegen in einigen Jahren aufgegeben werden.
Auf Programmdirektionsebene wurde im Mai 2014 mit der Informationsdirektion die erste trimediale Organisationseinheit geschaffen, mit dem vom Intendanten berufenen und vom Rundfunkrat bestätigten Informationsdirektor Thomas Hinrichs. Die Informationsdirektion umfasst Hörfunk-, Fernseh- und Online-Einheiten aus den Bereichen Politik, Wirtschaft, Sport, Aktuelles Bayern. Sie besteht neben den traditionellen Programmdirektionen für Hörfunk (Hörfunkdirektor Martin Wagner) und Fernsehen (Fernsehdirektor Reinhard Scolik). Zugleich wurde angekündigt, in den kommenden Jahren alle Bereiche umzustrukturieren und nach Inhalten zu ordnen.
Innerhalb der Informationsdirektion wurde im Mai 2015 das trimediale Ressort Sport aus der Zusammenlegung der bisherigen Fernseh- und Online- sowie der Hörfunk-Sportredaktion gegründet. Es war damit das erste trimedial organisierte Ressort auf Programmbereichsebene des BR. Im April 2016 folgte die Gründung der trimedialen Ressorts „Kultur“ sowie „Unterhaltung & Heimat“ und zum 1. August 2016 „Wissen und Bildung“. Binnen zehn Jahren soll der Veränderungsprozess, der intern unter der Bezeichnung „BR hoch drei“ firmiert, abgeschlossen sein. Zusätzlich zur programmatisch ausgerichteten trimedialen Struktur blieben parallel dazu die Hörfunkdirektion und die Fernsehdirektion bestehen.
Zum 1. Juli 2020 schaffte der BR die nach Hörfunk und Fernsehen definierten Programm- und Direktionsstrukturen ab. Als Ergebnis des 2013 begonnenen trimedialen Umbaus unter dem Titel BR hoch drei werden seit diesem Tag alle Programminhalte des Bayerischen Rundfunks auf allen Ausspielwegen von den beiden Programmdirektionen Kultur und Information verantwortet. Zum Leiter der Programmdirektion Kultur wurde der bisherige Fernsehdirektor Reinhard Scolik ernannt. Zusätzlich zu den zuvor in der Fernsehdirektion gebündelten Ressorts wie den trimedialen Programmbereichen Kultur, Wissen und Bildung, Spiel-Film-Serie, Unterhaltung und Heimat sowie den Planungseinheiten für die BR Mediathek, das BR Fernsehen, von ARD-alpha, 3sat und dem digitalen Hörfunksender BR Heimat gehören nun zur Programmdirektion Kultur Bayern 2, BR-Klassik sowie die Klangkörper des Bayerischen Rundfunks. In die seit Mai 2014 bestehende Programmdirektion Information wurden mit der Strukturreform vom 1. Juli 2020 die bis dato der BR-Hörfunkdirektion unterstehenden Wellen Bayern 1 – Bayern 3 – Puls sowie die digitale Radiowelle BR Schlager eingegliedert, weiterhin unter der Leitung von Thomas Hinrichs. Mit den bisher bereits von Hinrichs verantworteten trimedialen Programmbereichen Politik und Wirtschaft, Sport und Freizeit, dem Inforadio BR24 und dem digitalen BR-Informationsangebot „BR24“ untersteht seitdem der gesamte Newsbereich des Bayerischen Rundfunks der Informationsdirektion.
Im August 2022 wurde bekannt, dass der BR seine Mediathek aus Kostengründen nicht mehr als eigenständiges Angebot weiterführt. Jahrelang wurden Inhalte parallel zur ARD Mediathek vorgehalten. Zeitgleich gliederte man aber einzelne Radiosendungen aus der gemeinsamen ARD Audiothek wiederum aus und verweist auf die eigene Radio-App.

## Studios und Ausstrahlung

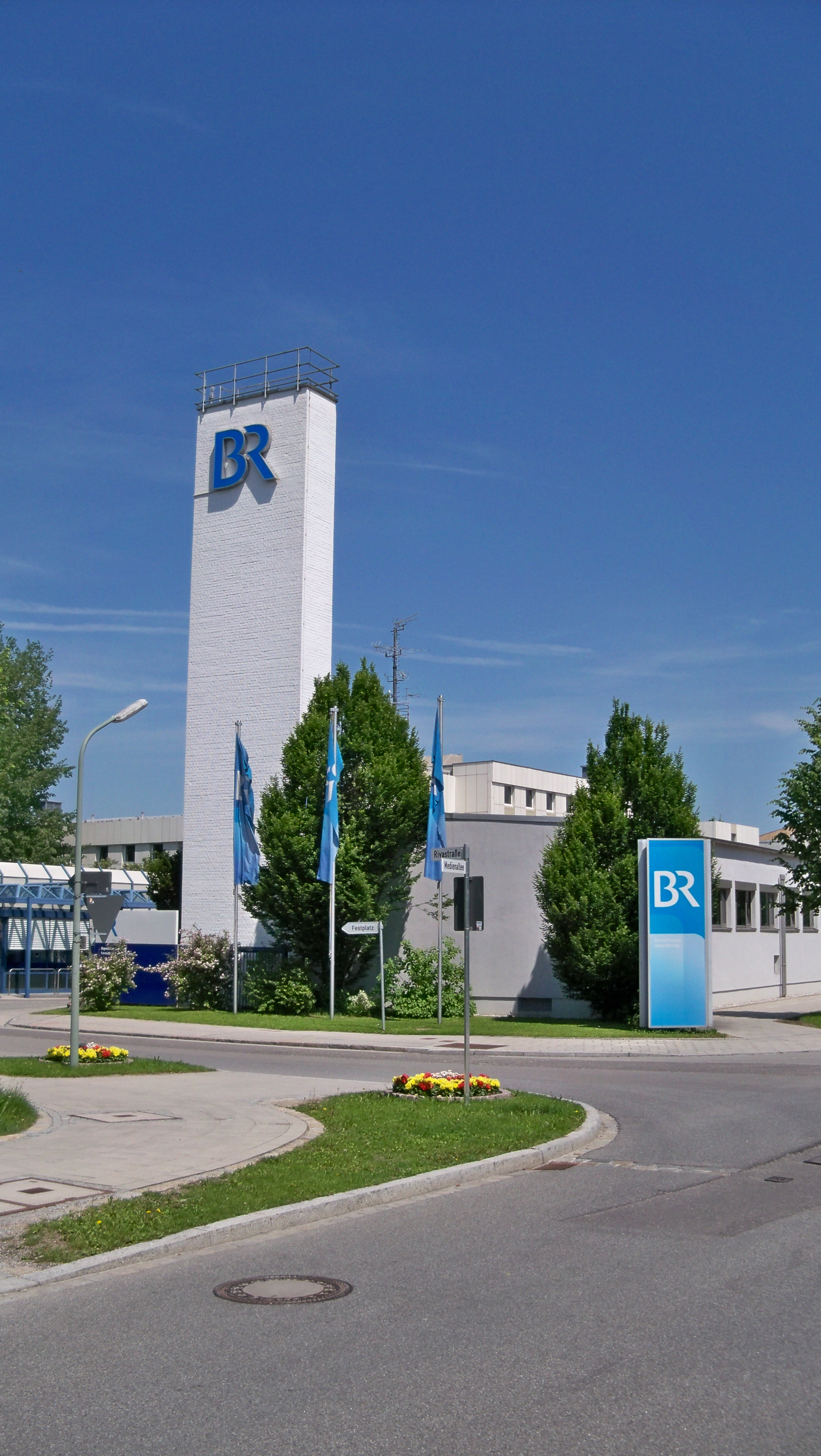
Fernsehstudio Unterföhring

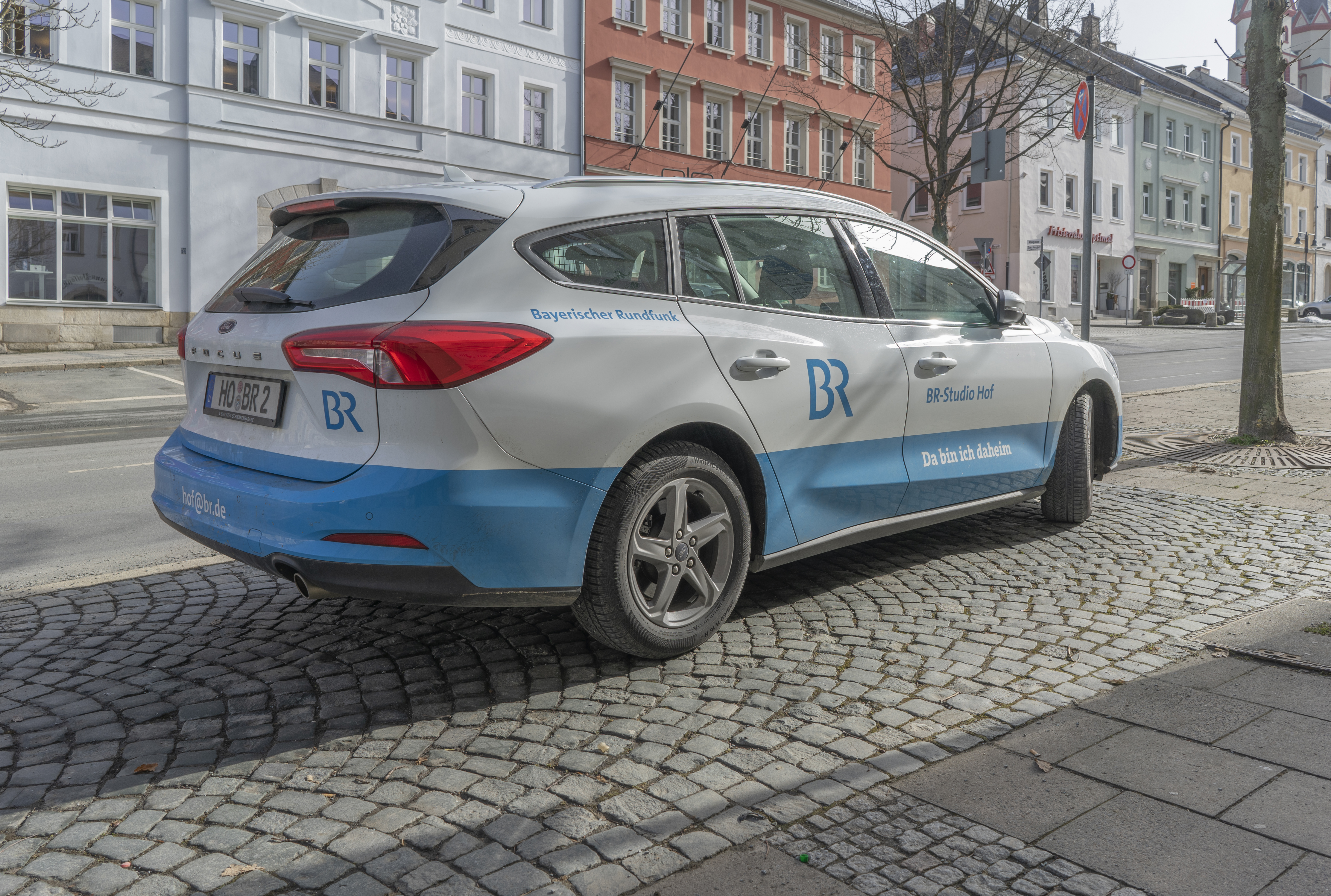
PKW des BR-Studio in Hof

### Studios
Der BR unterhält ein Hauptfunkhaus in München, in welchem ausschließlich die Hörfunkprogramme des BRs produziert werden (Geokoordinaten 48° 8′ 34″ N, 11° 33′ 13″ O), Fernsehstudios in München-Freimann und Unterföhring, das Studio Franken mit Hauptsitz in Nürnberg, das Regionalstudio Schwaben in Augsburg, das Regionalstudio Mainfranken in Würzburg sowie das Regionalstudio Regensburg, welchen 25 Studios mit Korrespondenten angegliedert sind. Zusätzlich betreibt der BR Auslandsstudios, z. B. in Rom (auch für Vatikanstadt), Wien, Tel Aviv, Istanbul oder Buenos Aires.
Es gibt allerdings auch noch ein Studio in Berlin am Schiffbauerdamm (Fernsehen) und gegenüber im ARD-Hauptstadtstudio (Hörfunk, Fernsehen).

### Eigene Kanäle
- BR Fernsehen – Drittes Fernsehprogramm für Bayern
- ARD alpha – Bildungskanal

### Gemeinschaftssender
- Das Erste Erstes Deutsches Fernsehen – Gemeinschaftsprogramm der ARD
- Phoenix – gemeinsamer Ereigniskanal der ARD und des ZDF
- KiKA – Kinderkanal von ARD und ZDF
- Arte – deutsch-französischer Kulturkanal
- 3sat – Kulturkanal von ARD, ZDF, ORF und SRG SSR
- One – Spartenprogramm der ARD
- tagesschau24 – Spartenprogramm der ARD

### Sendeanlagen

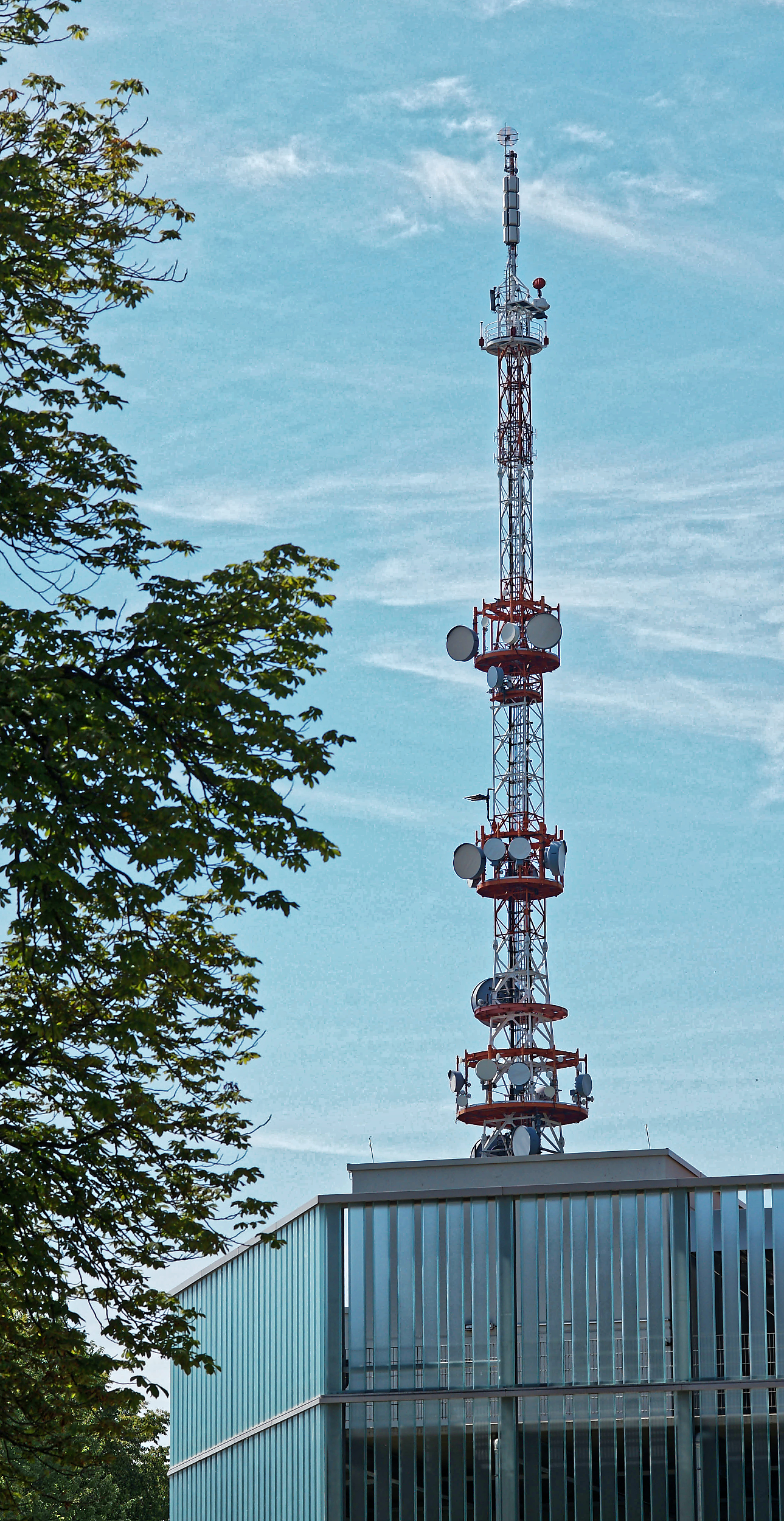
Sendeanlage Freimann (2019)
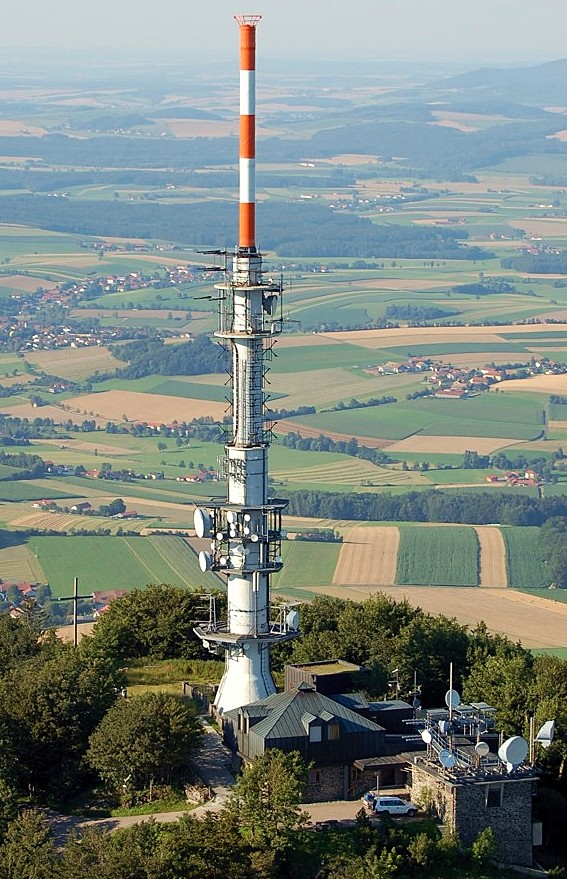
Sender Hoher Bogen
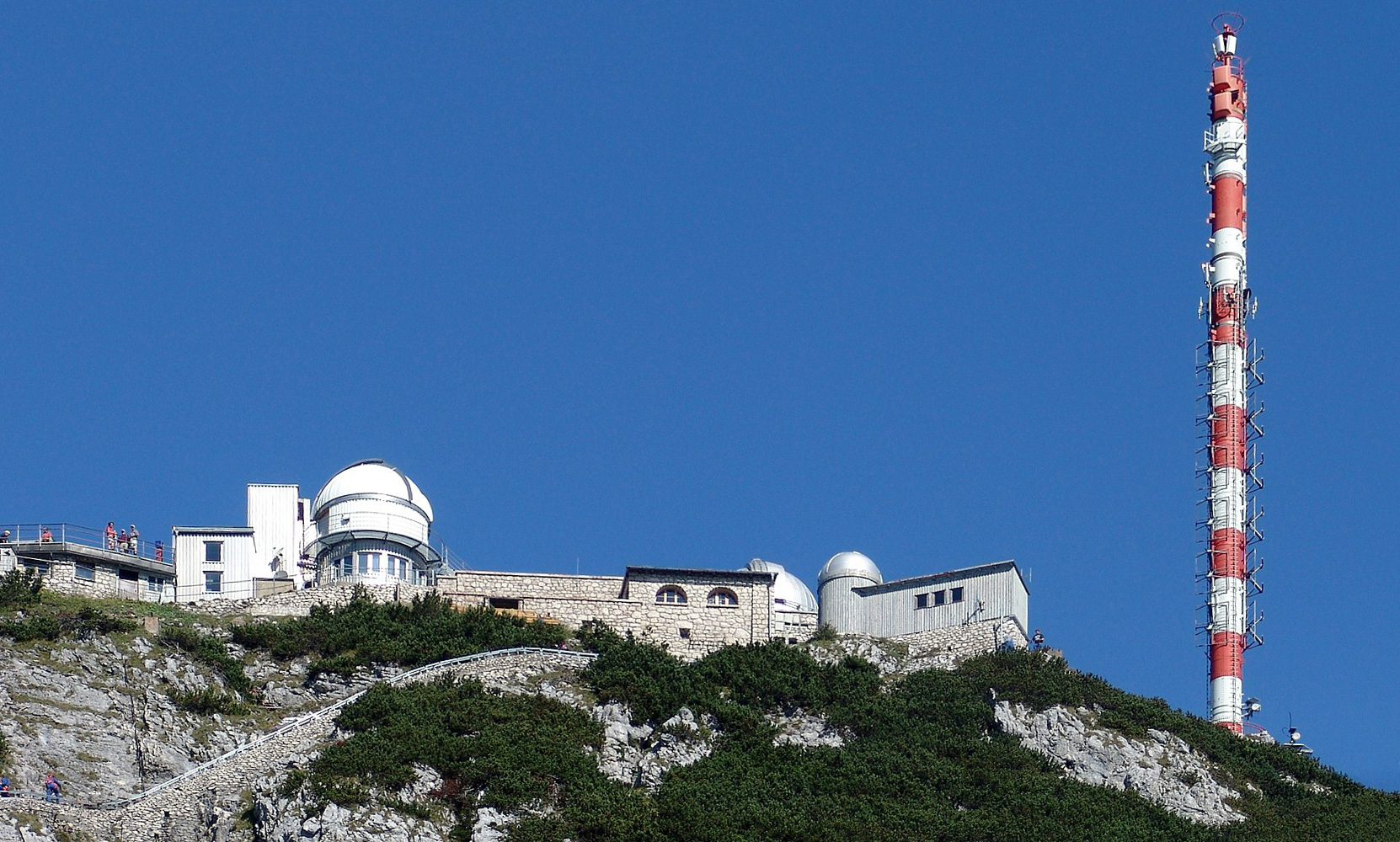
Sender Wendelstein
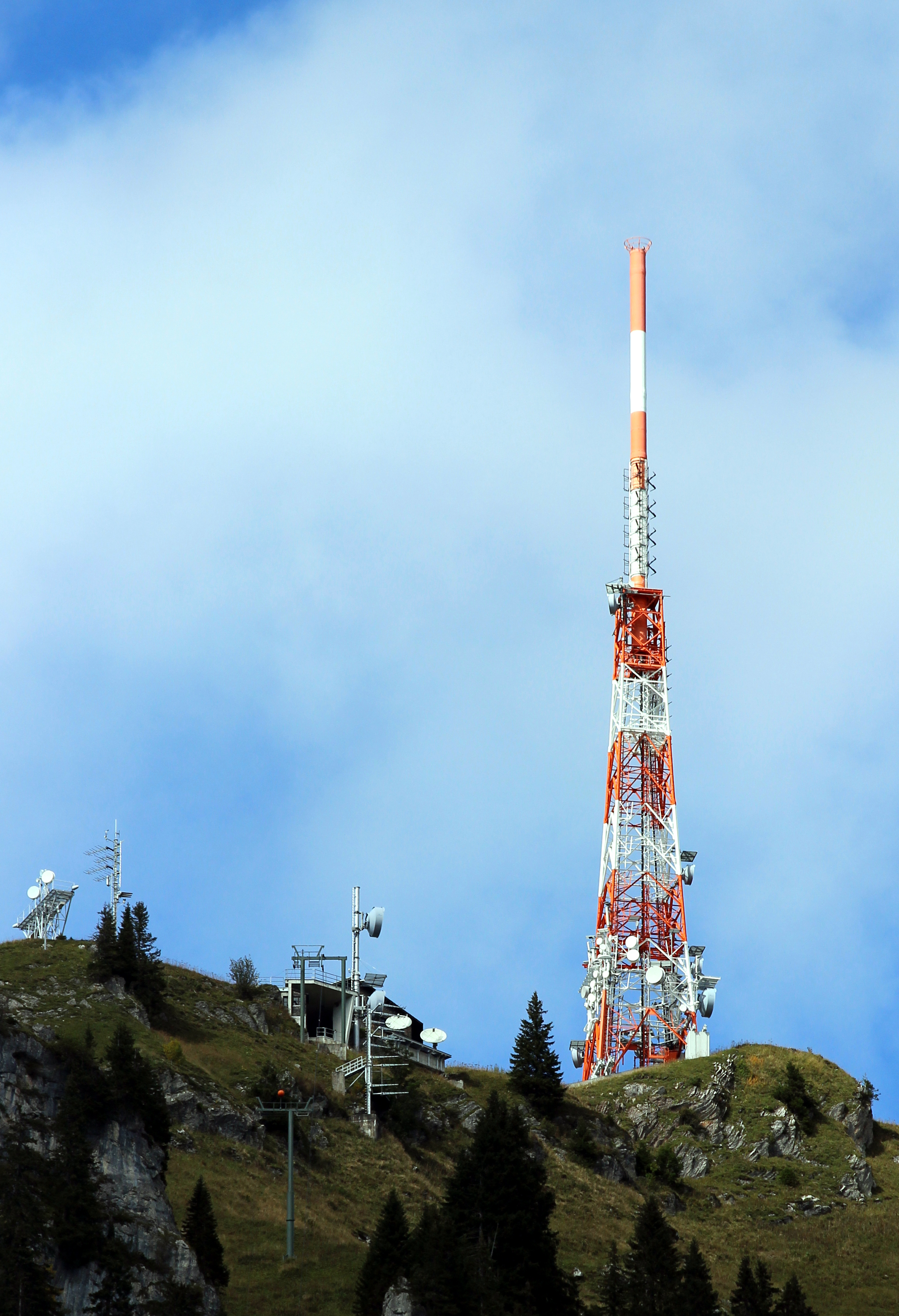
Sender Grünten
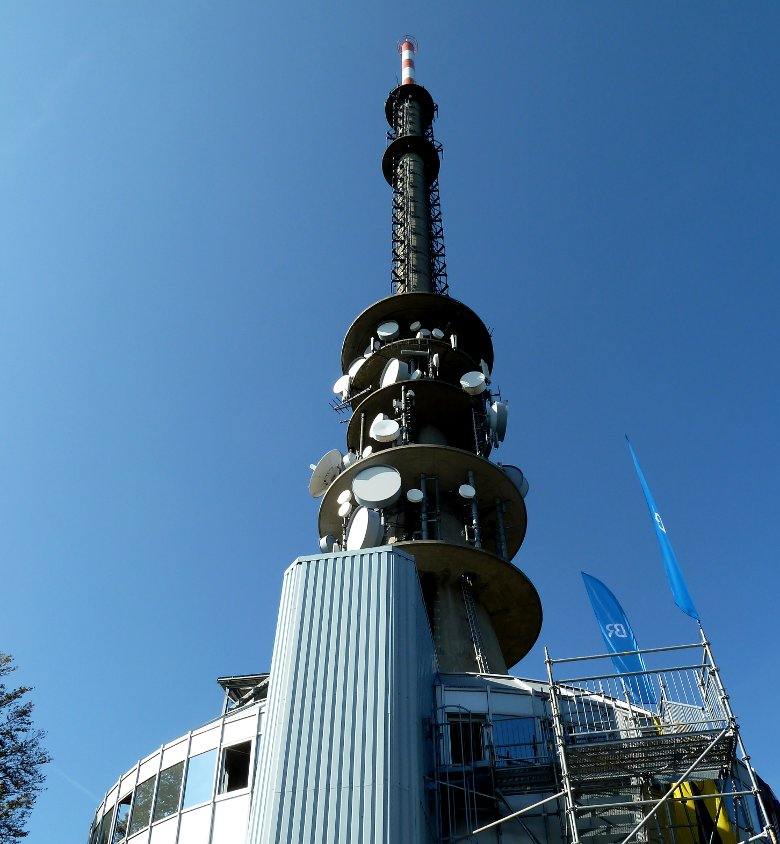
Sender Brotjacklriegel bei Deggendorf

- Sender für UKW und DAB+ in Ismaning
- Sender für UKW und DAB+ in Landshut
- Sender für UKW, DAB+ und TV (DVB-T/T2) auf dem Dillberg
- Sender für UKW, DAB+ und TV (DVB-T/T2) in Würzburg
- Sender für DAB+ in Hof
- Sender für UKW, DAB+ und TV (DVB-T/T2) auf dem Wendelstein
- Sender für UKW, DAB+ und TV (DVB-T/T2) auf dem Kreuzberg (Rhön)
- Sender für UKW, DAB+ und TV (DVB-T/T2) auf dem Grünten
- Sender für UKW, DAB+ und TV (DVB-T/T2) auf dem Brotjacklriegel
- Sender für UKW, DAB+ und TV (DVB-T/T2) auf dem Hohen Bogen
- Sender für UKW, DAB+ und TV (DVB-T/T2) auf der Hohen Linie
- Sender für UKW, DAB+ und TV (DVB-T/T2) auf dem Ochsenkopf
- Sender für UKW, DAB+ und TV (DVB-T/T2) auf dem Büttelberg
- Sender für UKW, DAB+ und TV auf dem Pfaffenberg
- Sender für UKW, DAB+ und TV auf dem Hohenpeißenberg
- Sender für UKW und DAB+ auf dem Hühnerberg
- Sender für UKW und DAB+ in Coburg
- Sender für UKW, DAB+ und TV in Augsburg/Stadt
- Sender für UKW, DAB+ und TV auf dem Hochberg
- Sender für UKW, DAB+ und TV in Gelbelsee
- Sender für UKW und DAB+ auf dem Geisberg bei Bamberg

An allen genannten Senderstandorten mit TV-Ausstrahlung wurde von 2017 bis 2019 auf DVB-T2 umgestellt.
Neben den aufgezählten Standorten gibt es weitere kleine Standorte (Füllsender) oder Standorte anderer Betreiber, die mitgenutzt werden (z. B. Sender Gaißach, Pfarrkirchen, Burgsinn, Sender Untersberg, Sender Jenner etc.) mit teilweise unterschiedlichem Angebot bezüglich UKW, DAB+ oder TV (DVB-T/T2).
Zur Versorgung des Senderstandorts Grünten besitzt der Bayerische Rundfunk die Seilbahn Grünten.

## BR-Klangkörper
Der Bayerische Rundfunk verfügt über drei eigene Klangkörper. Diese gliedern sich in die Bereiche:
- Symphonieorchester des Bayerischen Rundfunks; 1949 gegründetes traditionsreiches Sinfonieorchester, dessen Chefdirigenten u. a. Eugen Jochum, Rafael Kubelík, Sir Colin Davis und Lorin Maazel waren. Seit 2003 war Mariss Jansons bis zu seinem Tod 2019 Chefdirigent. 2023 wird Simon Rattle nachfolgen.
- Münchner Rundfunkorchester; gegründet 1952 (Sonntagskonzerte, Paradisi Gloria, Jugend- und Kinderkonzerte, selten gespielte Werke)
- Chor des Bayerischen Rundfunks; gegründet 1946 als „Rundfunkchor München“; der Chor führte u. a. Werke von Rafael Kubelík und Hans Pfitzner zum ersten Mal auf.

Das Nürnberger Tanzorchester (NTO) war von 1949 bis 1994 ebenfalls Teil des Klangkörpers.
Die Programminhalte der drei Orchester werden trimedial im Hörfunk-, Fernseh- und Online-Angebot des Bayerischen Rundfunks präsentiert. Darüber hinaus vermarktet der BR über sein Tochterunternehmen BRmedia Service GmbH zahlreiche Produktionen der Klangkörper via CD und DVD.

## Kritik

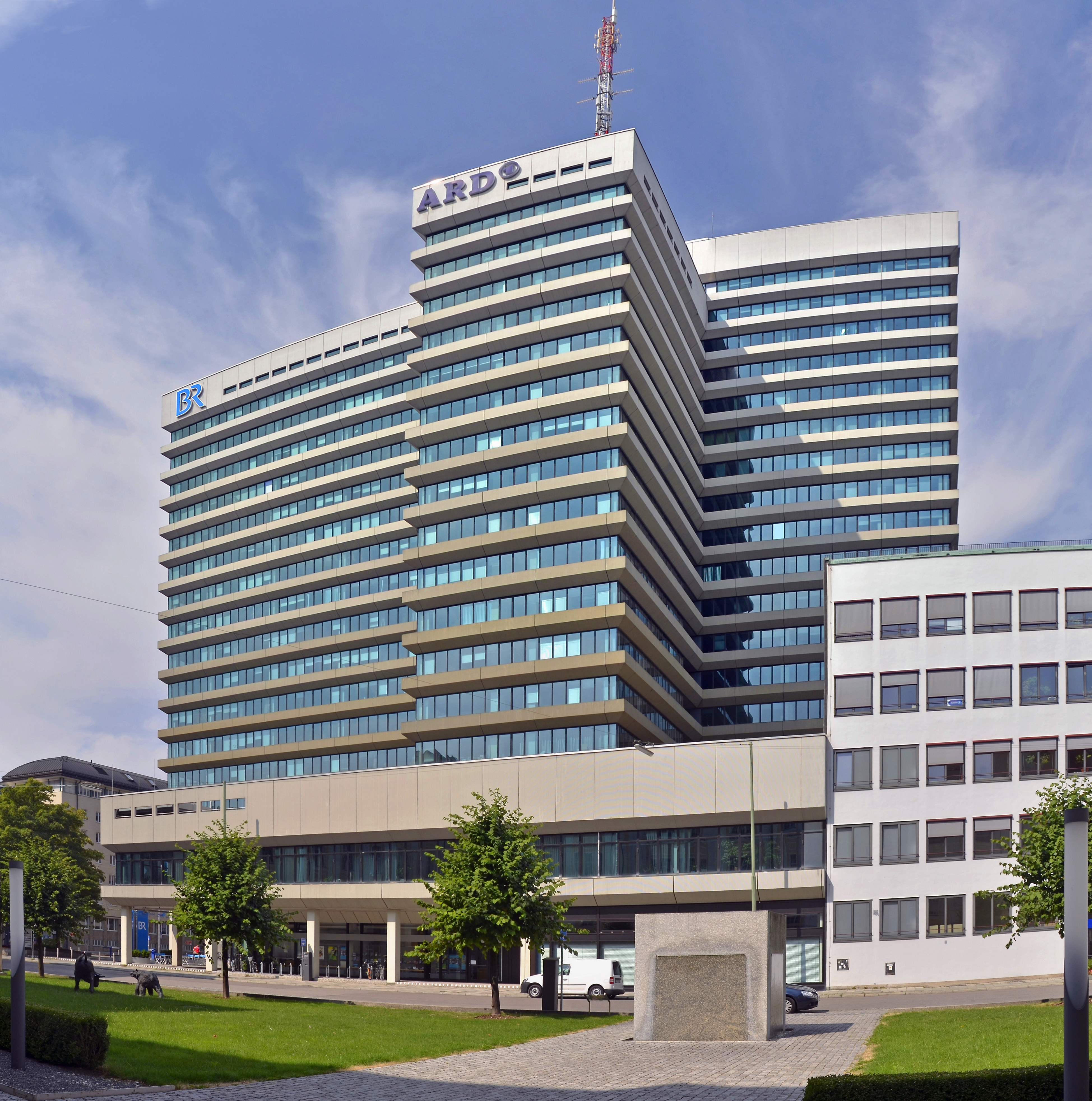
BR-Zentrale am Rundfunkplatz

Die im Rundfunkstaatsvertrag festgelegte politische Unabhängigkeit brach der Bayerische Rundfunk mehrmals. Insbesondere prägte die Nähe zu der in Bayern regierenden CSU häufig die Geschicke des Senders. Der CSU-Spitzenpolitiker Franz Josef Strauß übte in den späten 1960er und den 1970er Jahren Druck auf die Chefetage des BR aus und mischte sich in Details der Besetzung von Posten einzelner Redaktionen ein.

### Mangelnde Staatsferne
Heftige Kritik erfuhr der am 8. Mai 2010 erfolgte Wechsel des früheren Regierungssprechers Ulrich Wilhelm an die Spitze des BR. Gewertet wurde dies als weitreichende Verflechtung von Politik und öffentlich-rechtlichen Fernsehsendern. Die im Grundgesetz geforderte Staatsferne des Senders werde dadurch „Lügen gestraft“. Auch die Süddeutsche Zeitung kritisierte den Wechsel aus dem Staatsdienst an die Spitze einer öffentlich-rechtlichen Anstalt: „Im Prinzip setzt der Wechsel vom Regierungssprecher zum Sender-Intendanten ein falsches Zeichen. Das Ding ist unmöglich. Es stärkt Vorbehalte gegen die Öffentlich-Rechtlichen, für die die Bürger monatlich mehr Geld zahlen müssen.“ schrieb Hans-Jürgen Jakobs in der Süddeutschen Zeitung vom 20. Mai 2010. Bernd Gäbler schreibt im Stern: „Die gezielte Platzierung des bisherigen Regierungssprechers in eine öffentlich-rechtliche Schlüsselposition, in der Ulrich Wilhelm später dann auch turnusmäßig Sprecher der ARD wird, ist und bleibt einzigartig und dreist“.
Im Januar 2015 wurde der Auftritt des CSU-Politikers Markus Söder in der Vorabendserie Dahoam is Dahoam kritisiert, da Söder in der Sendung kostenlos und unwidersprochen das eigene Regierungsprogramm habe loben dürfen. Neben Kritik vom politischen Gegner äußerte sich auch der Vorsitzende des Bayerischen Journalistenverbandes kritisch: „Einen offensichtlicheren Missbrauch des öffentlich-rechtlichen Rundfunks kann es gar nicht geben. Von einer Staatsferne ist der Bayerische Rundfunk in diesem Fall offensichtlich weit entfernt.“

### Ausblendung aus ARD-Programm
Die konservative Ausrichtung mancher Redaktionen des BR führte dazu, dass der Sender sich immer wieder aus dem Gemeinschaftsprogramm der ARD ausblendete.
- Erstmals blendete sich der Bayerische Rundfunk aus dem Gemeinschaftsprogramm der ARD am 17. Januar 1961 aus. Grund war die Ausstrahlung von Fritz Kortners Fernsehbearbeitung von Aristophanes: Die Sendung der Lysistrata. Romy Schneider war in der Inszenierung in einer kurzen Szene mit einem halb entblößten Busen zu sehen. Fernsehdirektor Clemens Münster nannte sittliche Gründe für die Ausblendung.[77]
- Die 1966 erstmals ausgestrahlte Filmsatire Das Bohrloch oder Bayern ist nicht Texas löste beim Bayerischen Rundfunk Empörung aus und wurde von diesem als „Verächtlichmachung bayerischer Lebensart“ bezeichnet. Bei der Wiederholung des Filmes 1968 blendete der Bayerische Rundfunk diesen aus dem Gemeinschaftsprogramm der ARD aus[78] und drohte Regisseur Rainer Erler zufolge gar mit einem Ausstieg aus diesem.[79]
- Für Diskussion sorgte die Ausblendung von Sendungen, in denen Homosexualität thematisiert wurde. Es begann 1973 mit dem Film Nicht der Homosexuelle ist pervers, sondern die Situation, in der er lebt.[80]
- Ähnliches praktizierte der BR auch am 8. November 1977 bei der Ausstrahlung des Films Die Konsequenz. Eine Protestnote gegen diese Entscheidung wurde von über 3800 Menschen unterzeichnet.[81]
- Großes Aufsehen erregte am 22. Mai 1986 die Ausblendung des Bayerischen Rundfunks aus dem gemeinsamen Fernsehprogramm für die Dauer der Ausstrahlung einer Folge der Kabarettsendung Scheibenwischer aus dem gemeinsamen Fernsehprogramm der ARD,[82] da eine Woche nach der Pfingstschlacht an der Wiederaufarbeitungsanlage Wackersdorf in der Kabarettsendung ein atomkraftkritischer Sketch aufgeführt werden sollte.[83]

### Zensur im Radioprogramm
Wie bei anderen Sendern gab es auch im Bayerischen Rundfunk immer wieder Auseinandersetzungen zwischen Autoren, Redaktionen und Sendeleitung über Programminhalte, wobei es in der Folge zu in der Öffentlichkeit heftig diskutierten Eingriffen ins Programm kam.
- Weit über Bayern hinaus bekannt wurde der Fall von Zensur im öffentlich-rechtlichen Radio, der sich im Jahre 1961 ereignete. Der Leiter der Kultursendung Nachtstudio, Gerhard Szczesny, war mit einigen seiner Nachtstudiosendungen bei konservativen und kirchlichen Kreisen auf Kritik gestoßen. Ein vermeintlich „kommunistisches“ Essay wurde auf Anordnung des Intendanten Christian Wallenreiter abgesetzt.[84] Nachdem der Rundfunkrat die Absetzung der Sendung gebilligt hatte, reichte Szczesny im November 1961 seinen Abschied vom BR ein.[85]

Auch Musiktitel wurden zensiert, sie durften im BR nicht ausgestrahlt werden, etwa wegen angeblich unakzeptabler sexueller oder gewalttätiger Inhalte. Der Bayerische Rundfunk interpretierte dies häufig strenger als andere Sender und musste sich in einigen Fällen den Vorwurf gefallen lassen, Zensur zu üben.
- Der 1963 erschienene Schlager Schuld war nur der Bossa Nova der Sängerin Manuela, der mehrere Wochen lang den Spitzenplatz der deutschen Charts jenes Jahres belegte, wurde (wegen der Textstelle „Als die kleine Jane grade 18 war, führte sie der Jim in die Dancing Bar, doch am nächsten Tag fragte die Mama, Kind, warum warst Du erst heut morgen da?“) vom BR nicht gespielt.[86]
- 1988 verfügte der damalige Hörfunkdirektor Udo Reiter ein Sendeverbot für das Lied Gehet hin und vermehret Euch von Udo Jürgens, in dem die Empfängnisverhütung thematisiert und die Haltung der katholischen Kirche kritisiert wird.[87]

### Konflikt um Wellentausch
Im Jahr 2006 gab es interne Überlegungen im BR, sein über DAB verbreitetes Programm „Das Modul“ über einzelne Stützfrequenzen lokal beschränkt auch über UKW zu verbreiten. Die privaten Rundfunkanbieter wandten dagegen ein, dass per Gesetz nur fünf in analoger Technik verbreitete Hörfunkprogramme des Bayerischen Rundfunks zulässig wären. Das ursprüngliche Vorhaben wurde nicht umgesetzt. Stattdessen kündigte der damalige BR-Intendant Ulrich Wilhelm an, im Zuge eines umstrittenen Wellentausches das Jugendradio Puls auf die bisherige UKW-Frequenz von BR-Klassik verlegen zu wollen. BR-Klassik sollte nur noch auf DAB ausgestrahlt werden, wogegen der Bayerische Musikrat Stellung bezog und eine Online-Petition zur Beibehaltung der UKW-Ausstrahlung initiierte. Dem Vorschlag des BR-Intendanten, BR-Klassik ab 2018 von UKW auf DAB+ zu verlegen, stimmte der BR-Rundfunkrat am 10. Juli 2014 zu, mit dem Vorbehalt, dass bestimmte Voraussetzungen erfüllt werden. Daraufhin klagten Im Februar 2015 60 lokale Privatsender und der landesweite Privatsender Antenne Bayern vor dem Landgericht München. Die Klage wurde am 7. Juni 2016 abgewiesen, mit der Begründung „welcher Schwerpunkt auf welchem Übertragungsweg ausgestrahlt wird, ist weder nach dem Rundfunkstaatsvertrag noch nach dem Bayerischen Rundfunkgesetz in irgendeiner Form vorgeschrieben“. Am 8. Dezember 2017 gab der Bayerische Rundfunk bekannt, von dem Frequenztausch absehen zu wollen. Der BR begründete dies mit nachhaltig veränderten Rahmenbedingungen. Entgegen den damaligen Erwartungen sei es seit 2014 gelungen, jüngere Hörer wieder vermehrt anzusprechen und gleichzeitig eine flächendeckende Versorgung mit DAB+ zu erreichen.

## Trivia
- Seit 1993 gibt es die Benefizaktion Sternstunden e. V. des Bayerischen Rundfunks, die weltweit kranke, behinderte oder in Not geratene Kinder und Jugendliche unterstützt. Seitdem wurden 82 Millionen Euro für rund 1600 Projekte gespendet. Sternstunden zählt damit zu den erfolgreichsten Benefizaktionen Bayerns, ausgezeichnet mit dem Europäischen Preis für soziales Engagement 1999. 2007 wurde dafür auch der Sonderpreis des Bayerischen Fernsehpreises an den Bayerischen Rundfunk vergeben. Der gemeinnützige Verein erhielt 2012 die Pater-Rupert-Mayer-Medaille in Gold. 2013 wurde das Bundesverdienstkreuz an Initiator und Gründer Thomas Jansing verliehen.
- Der BR war die letzte Landesrundfunkanstalt, die einen eigenen Jugendsender gestartet hat. Am 5. Mai 2008 ging on3radio (ehemals Bavarian Open Radio, Sendestart 8. Oktober 2007) mit drei Stunden Moderation am Tag als Internet-Livestream, über Satellitenradio und im Kabelnetz an den Start. 2013 ging on3radio in den neuen Jugendsender Puls über. Der Sender kann nur noch über DAB+ und Livestream empfangen werden. Puls fungiert außerdem als Dachmarke für alle Jugendformate des Bayerischen Rundfunks, unabhängig vom Ausspielweg.
- Das Pausenzeichen des BR war das Motiv des Volkslieds Solang der alte Peter. Die Melodie ist das akustische Markenzeichen des BR und taucht zum Beispiel immer noch im Verkehrs-Jingle von Bayern 3 auf. Die namensgebende Kirche Sankt Peter wurde im Krieg schwer beschädigt. Solange die Kirche noch nicht wieder aufgebaut war, ließ der BR immer den letzten Ton der Melodie weg. Erst am 28. Oktober 1951, als die Kirche vollständig wiederhergestellt war, spielte der BR das Pausenzeichen ganz. In der ursprünglichen Fassung besingt das Lied allerdings keine Münchner Kirche, sondern den Wiener Stephansdom.
- Der BR ist Gründungsmitglied im MedienCampus Bayern, dem Dachverband für die Medien-Aus- und -Weiterbildung in Bayern. Der ehemalige BR-Intendant Ulrich Wilhelm saß im Vorstand des eingetragenen Vereins.[95] Außerdem ist der BR Partner des MedienNetzwerks Bayern[96], einer staatlichen Plattform für Vernetzung und Standort-Kommunikation im Medienbereich.
- Als einzige Rundfunkanstalt in Deutschland besitzt der Bayerische Rundfunk eine Luftseilbahn, und zwar die Seilbahn auf dem Grünten zur Versorgung der dort befindlichen Sendeanlage.
- Der BR ist ebenfalls die einzige ARD-Anstalt, in der es eine Bergsteiger-Redaktion gibt.
- Die Tochtergesellschaft BRmedia ist für die Vermarktung der Werbezeiten in den Radioprogrammen des BR und im ARD-Vorabendprogramm zuständig.
- Der Bayerische Rundfunk ist mit dem Freistaat Bayern, der Landeshauptstadt München und der Spitzenorganisation der Filmwirtschaft (SPIO) Gesellschafter der Internationalen Münchner Filmwochen GmbH (Filmfest München, Internationales Festival der Filmhochschulen München).
- Im September 2015 wurden Kultursendungen des Bayerischen Rundfunks wie LeseZeichen (von 1972 bis 2015 auf Sendung), taktlos (seit 1998 auf Sendung) und LIDO (seit 2009 auf Sendung) vom Deutschen Kulturrat auf die Rote Liste Kultur gesetzt und in die Kategorie „eins“ und damit von Schließung bedrohten Sendungen eingestuft.[97]